# Coelophysis
Coelophysis (gr. "forma hueca") es un género representado por cuatro especies de dinosaurio terópodo celofísido, que vivió a finales del período Triásico y a principios del Jurásico, hace aproximadamente 203 a 196 millones de años, desde el Noriense al Pliensbachiense en Norteamérica y África. Su nombre genérico se debe a que los huesos de sus patas eran huecos y proviene del griego antiguo κοιλος/koilos que significa "hueco" y φυσις/physis "forma". La especie tipo, C. bauri, fue descrita por Edward Drinker Cope en 1889. El nombre Rioarribasaurus es sinónimo de Coelophysis. Otros dinosaurios como Podokesaurus y Megapnosaurus, son considerados como sinónimo de Coelophysis. De esta manera el género quedaría conformado por las siguientes especies, Coelophysis bauri, la especie tipo, Coelophysis rhodesiensis, originalmente Megapnosaurus "Syntarsus" rhodesiensis, Coelophysis kayentakatae, originalmente Megapnosaurus kayentakatae y Coelophysis holyokensis originalmente Podokesaurus holyokensis.

## Descripción

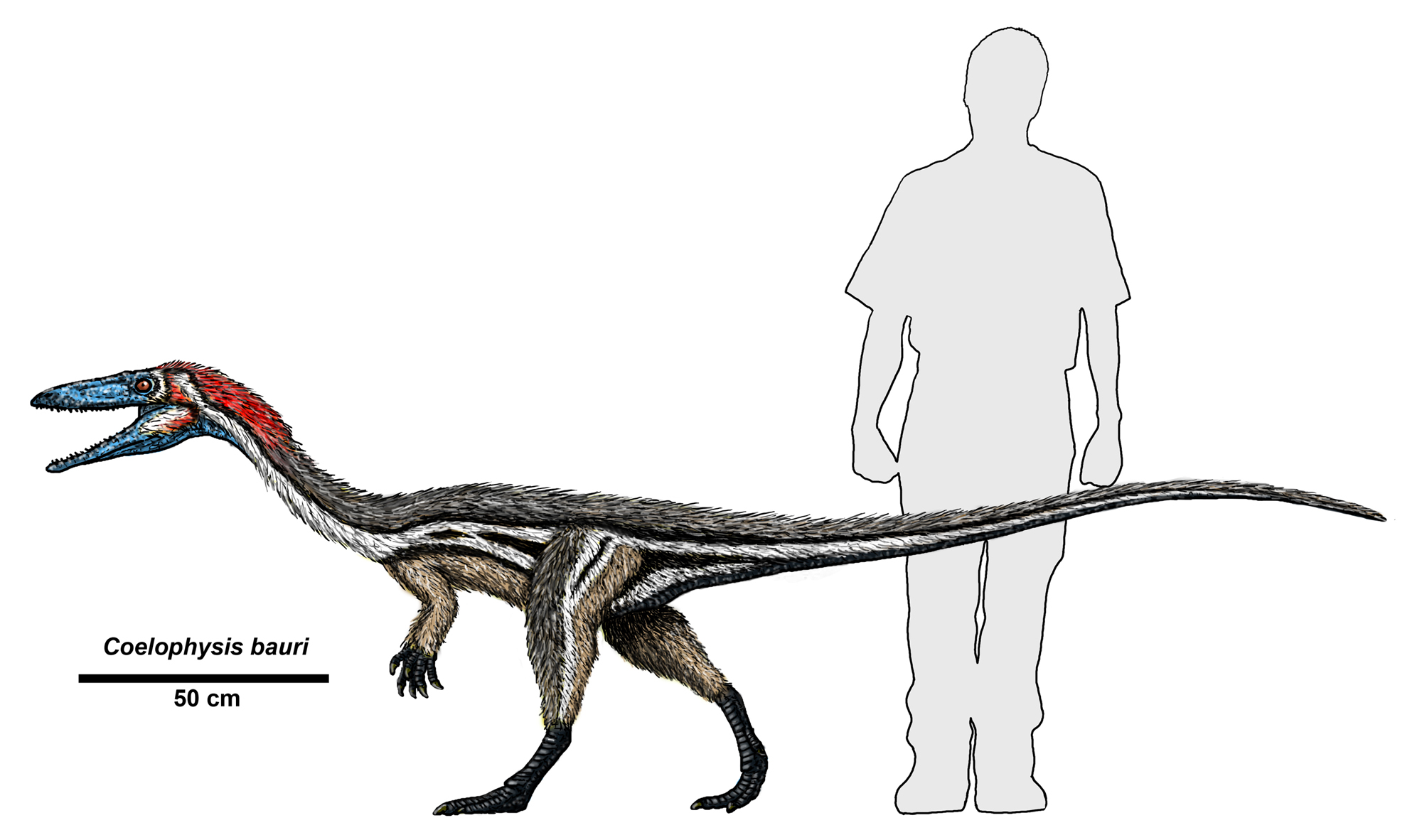
Tamaño de un C. bauri en comparación con un ser humano.

C. bauri es el dinosaurio primitivo mejor conocido con un gran número de esqueletos completos. Su cuerpo tenía una constitución grácil y llegaba a medir de 2,5 a 3 metros de longitud, alcanzaba el metro de altura a la cadera. Paul en 1988 estimó el peso de la forma grácil a 15 kilogramos, y el de la forma robusta a 20 kilogramos. Este esbelto y ágil bípedo corredor  carnívoro. que vivió en América del Norte y sus registros fósiles han sido encontrados en Arizona y en Nuevo México, en Estados Unidos. Fueron identificadas dos formas de celofisis, una robusta y otra grácil; al principio se consideró que se trataba de dos especies diferentes, pero más tarde los paleontólogos concluyeron que se trataba de machos y hembras de la misma especie, C. bauri.
Coelophysis era un animal delgado en su aspecto general y posiblemente un veloz corredor. A pesar de ser un dinosaurio temprano, la evolución de la forma de cuerpo de terópodos había avanzado mucho en comparación con las criaturas anteriores como el
Herrerasaurus y el Eoraptor. El torso de Coelophysis se ajusta a la forma básica del cuerpo de los terópodos, pero la cintura pectoral muestra algunas características especiales interesantes en C. bauri tenía una furcula, el primer ejemplo conocido en un dinosaurio. Coelophysis también conserva la condición ancestral de poseer cuatro dígitos en la mano. Tenía solo tres dígitos funcionales, el cuarto incrustado en la carne de la mano.
Coelophysis tenía caderas estrechas, extremidades anteriores adaptadas para agarrar y pies estrechos. Su cuello y cola eran largos y delgados. La pelvis y las extremidades posteriores de C. bauri tienen también pequeñas variaciones en el plan corporal de los terópodos. Tiene el acetábulo abierto y la articulación recta del tobillo que definen el Dinosauria. La extremidad posterior terminó en un pie de tres dedos, con un hallux elevado. La cola tenía una estructura inusual en las uniones prezigapofisis de sus vértebras, que formaban un enrejado semirrígido, para al parecer permitir que la cola se moviera sólo hacia arriba o hacia abajo. Esto al actuar como un timón o contrapeso puede haber ayudado cuando el animal maniobraba a gran velocidad.

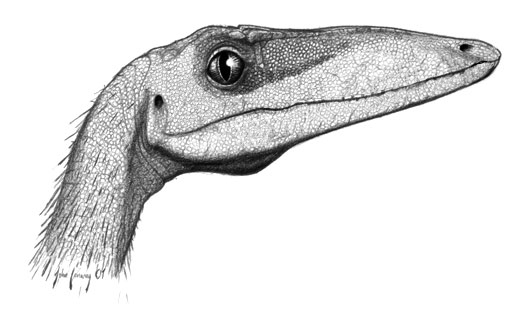
Recreación de la cabeza del Coelophysis.

Coelophysistenía una cabeza larga y estrecha de aproximadamente 270 milímetros, con grandes ojos orientados hacia adelante que le proporcionaban visión estereoscópica y, como resultado, una excelente percepción de la profundidad. Rinehart et al. en 2004 describieron el anillo esclerótico completo encontrado para un C. bauri juvenil, el espécimen NMMNH P-4200, y lo compararon con datos sobre los anillos escleróticos de reptiles y aves y concluyeron que Coelophysis era un depredador diurno orientado a la vista. El estudio encontró que la visión de Coelophysis era superior a la visión de la mayoría de las lagartijas, y comparable con la de las aves rapaces modernas. Los ojos de Coelophysis parecen ser los más cercanos a los de águilas y halcones, con un alto poder de acomodación. Los datos también sugirieron una visión nocturna deficiente, lo que significaría que este dinosaurio tenía una pupila redonda en lugar de dividida.
El Coelophysis tenía un hocico alargado con grandes ventanas que ayudaban a reducir el peso del cráneo, mientras que los puntales estrechos de huesos preservaban la integridad estructural del mismo. Su boca se coronaba de una gran cantidad de dientes curvados, con bordes aserrados en los bordes anterior y posterior, lo que demuestra que se alimentaba de carne, probablemente animales pequeño, como los lagartos que fueron encontrados junto a ellos. Además se piensa que es posible que este pequeño dinosaurio viviera en grandes manadas, lo que le permitiría cazar animales mayores. El cuello tenía una curva sigmoidea pronunciada, similar al de varias aves modernas, que actuaba como un muelle, dándole una gran velocidad a su mordida.

### Características diagnósticas
Según Ezcurra en 2007, y Bristowe y Raath en 2004 Coelophysis se puede distinguir en función de las siguientes características, la ausencia de un proceso rostral compensado del maxilar superior, el cuadrado es fuertemente caudal. una pequeña fenestra mandibular externa, que es 9-10% de la longitud mandibular, y la longitud anteroposterior del proceso lagrimal ventral es mayor que 30% de su altura.
Varios paleontólogos consideran que Coelophysis bauri es el mismo dinosaurio que Coelophysis rhodesiensis, anteriormente "Syntarsus", alternativamente "Megapnosaurus", sin embargo, esto ha sido refutado por Downs en 2000 que concluyó que C. bauri difiere de C. rhodesiensis en longitud cervical, proximal y proporciones de las extremidades posteriores distales y anatomía vertebral caudal proximal. Tykoski y Rowe en 2004 concluyeron que C. bauri difiere de C. rhodesiensis en que carece de un hoyo en la base del proceso nasal del premaxilar. y Bristowe y Raath en 2004 concluyeron que C. bauri difiere de C. rhodesiensis en tener una fila de dientes maxilares más larga.

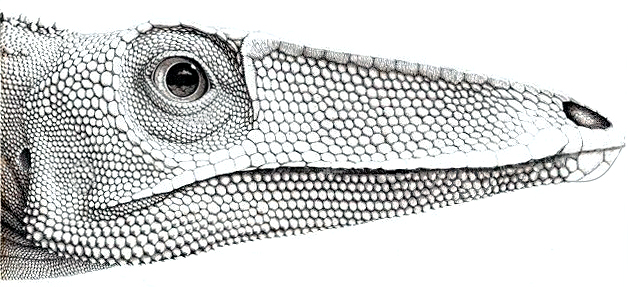
Perfil de C. rhodesiensis.

A C. rhodesiensis se lo puede diagnosticar por el alargamiento de su ventana anteorbital al 40 por ciento de la longitud del cráneo y por una extensión ventral del lacrimal que traslapa con el yugal y alcanza el margen alveolar en una condición distinta de cualquier otro arcosaurio. Con posterioridad se corrigió de este diagnóstico. Es significativo que estos caracteres fueron descritos del material desarticulado, porque la longitud de la ventana anteorbital depende de que la posición del lacrimal sea interpretada correctamente, esta interpretación también pone la fila maxilar del diente enteramente delante de la órbita, en contraste con otros ceratosaurianos. Además de ser uno de los dinosaurios más antiguos que se ha sugerido la presencia de plumas.

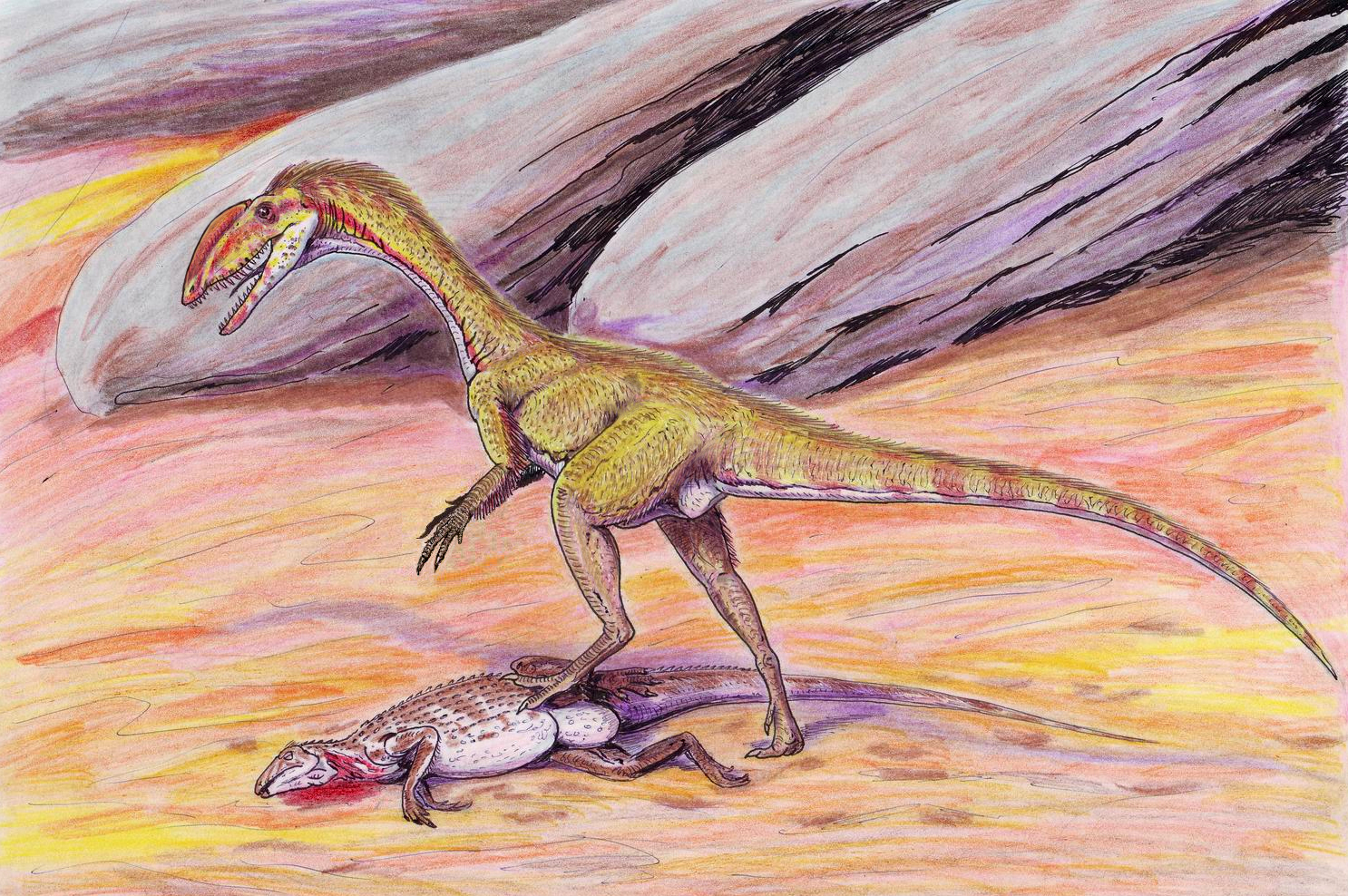
Recreación de un Megapnosaurus devorando a un Scutellosaurus

A C. kayetakatae, se lo reconoce por una cresta en los nasolacrimales y la fusión del peroné al calcáneo en los adultos. La cresta es similar a la de Dilophosaurus y esto, junto con el hecho que habitaron en el mismo territorio en la formación Kayenta, ha llevado a pensar que C. kayentakatae pudo ser un Dilophosaurus joven. Sin embargo, el esqueleto tipo de C. kayentakatae es un adulto que mide más de la mitad del tamaño del esqueleto juvenil de Dilophosaurus.
Coelophysis es un buen ejemplo de cómo los dinosaurios se separaron a través del globo desde sus hábitat ancestral, que era posiblemente Suramérica. Este pequeño depredador tenía las mismas características básicas encontradas en dinosaurios tempranos, y su aparición en [África y al sudoeste los EE. UU. indica que emigró a través de los continentes, que se encontraban unidos en ese entonces juntos en Pangea. Hay diferenciación a nivel especie entre los especímenes africanos y norteamericanos, apoyan las teorías de migración y adaptación.

## Descubrimiento e investigación

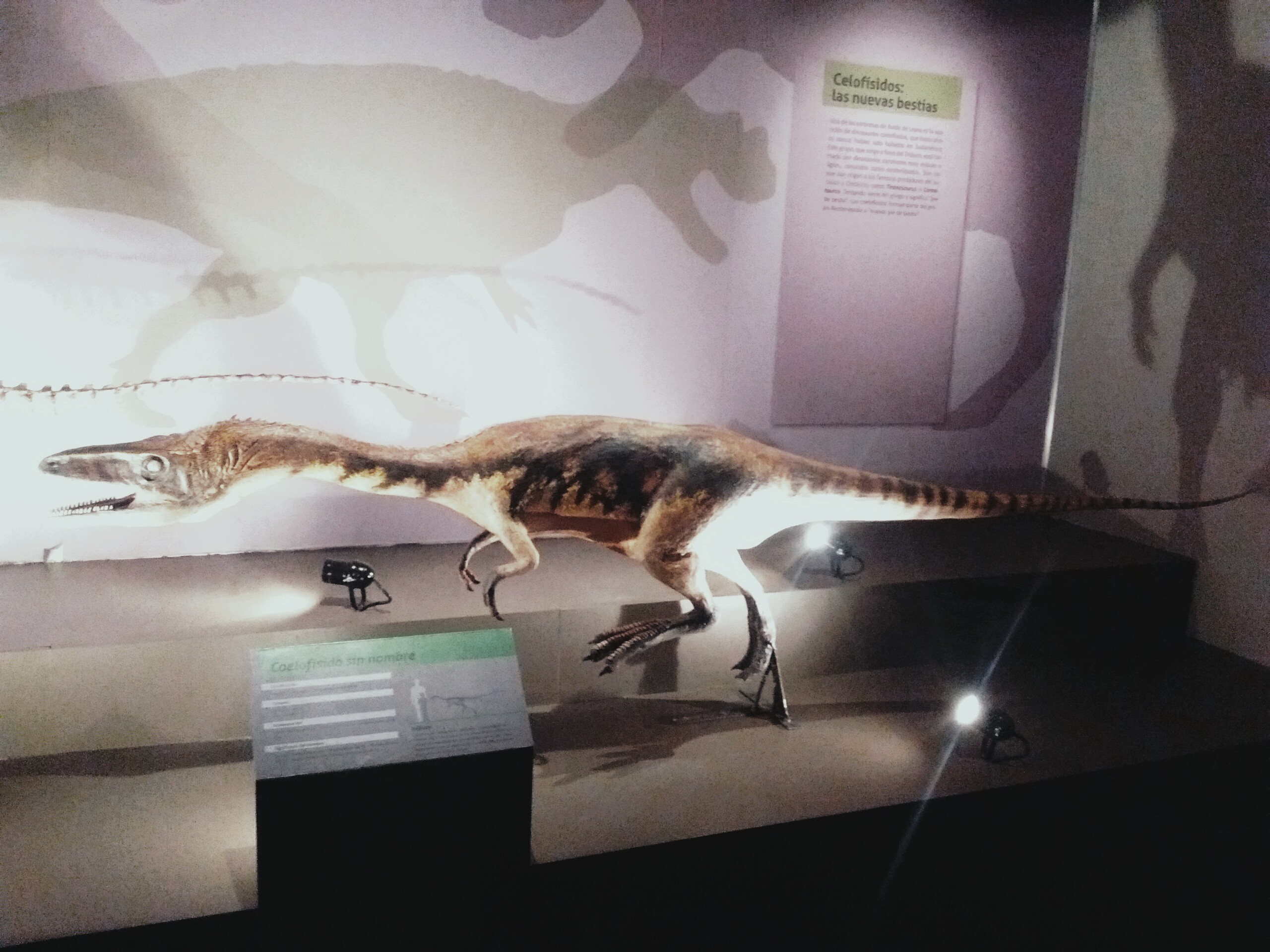
Recreación paleoartística del animal

Coelophysis fue descubierto en 1881 por David Baldwin un coleccionista aficionado de fósiles que trabajaba para E. D. Cope, en estratos del Triásico de la formación Chinle en el noroeste de Nuevo México, suroeste de Estados Unidos. A principios de 1887 Cope remitió los especímenes recogidos a dos nuevas especies, C. bauri y C. longicollis al género Coelurus nombrado por O. C. Marsh en 1879. Más tarde, durante el mismo 1887, Cope reasignó el material a otro género más, Tanystropheus.  Dos años más tarde, Cope corrigió su clasificación después de darse cuenta de las diferencias en las vértebras y llamó al género Coelophysis , con C. bauri como especie tipo y C. longicollis referida a este, que recibió su nombre por Georg Baur, un anatomista comparativo cuyas ideas eran similares a las de Cope. El nombre Coelophysis proviene del griego κοιλος / koilos, que significa 'hueco', y φυσις / physis, que significa 'forma', por lo tanto, "forma hueca" que es una referencia a sus vértebras huecas. En 1947, George Whitaker, el asistente de Edwin H. Colbert, en Ghost Ranch Nuevo México, encontró un "lecho de huesos" sustancial de fósiles de Coelophysis, cerca del hallazgo original. El paleontólogo del Museo Americano de Historia Natural Edwin H. Colbert realizó un estudio exhaustivo de todos los fósiles encontrados hasta esa fecha y los asignó a Coelophysis. Los especímenes de Ghost Ranch fueron tan numerosos, incluidos muchos especímenes bien conservados y completamente articulados, que uno de ellos se ha convertido en el diagnóstico, o espécimen tipo para todo el género, reemplazando el espécimen original, mal conservado.
Los primeros fósiles pobremente preservados no permiten dar una idea completa del aspecto del animal. Con el tiempo se ha conseguido encontrar más fósiles, de este dinosaurio, que cualquier otro. Miles de fósiles de celofisis, incluyendo "lechos de huesos", colección de muchos fósiles de la misma especie en un lugar como los hallados en Ghost Ranch Más de 100 esqueletos fósiles de Coelophysis han sido encontrados en Arizona, Nuevo México, y quizás Utah. Adultos y juveniles fueron descubiertos juntos y hay dos tipos de adultos, "robustos" y "gráciles" - estas dos formas pueden representar a machos y hembras de la misma especie.
Esta gran concentración de ejemplares en un solo lugar, hace pensar que murieron al mismo tiempo en un suceso catastrófico, los restos encontrados en este yacimiento llevan a pensar que fueron arrastrados por una inundación repentina en zona montañosa, de hecho los árboles petrificados del parque nacional del Bosque Petrificado en Arizona se produjeron por un hecho similar. Los estratos más antiguos donde Coelophysisse ha descubierto es el Carniense llegando hasta el Noriense del Triásico superior. Edwin H. Colbert ha sugerido que el icnogénero Grallator debe haber sido dejado por un Coelophysis.
Coelophysis (Syntarsus) rhodesiensis fue nombrado por Raath en 1969. Su espécimen tipo es QG/1, un esqueleto parcial, y es un fósil tridimensional del cuerpo. Su localidad tipo es la corriente Kwengula, Southcote Farm, que se encuentra en una arenisca terrestre datada entre el Hetangiano y Sinemuriano en la Formación Forest Sandstone de Zimbabue. Es conocido por al menos 30 ejemplares provenientes Arenisca Forest, Matabebeland Norte, Zimbabue y la Formación Elliot Superior Provincia del Cabo, Sudáfrica. El nombre inicialmente dado, Syntarsus, por Raath en 1969, esta pre-ocupado. En 2001 los entomólogos, Dr. Michael Ivie, de la Universidad Estatal de Montana en Bozemany  los Dr. Adam Ślipińskiel y Dr. Piotr Węgrzynowicz del Muzeum Ewolucji Instytutu Zoologii PAN de Varsovia descubrieron que el nombre Syntarsus ya había sido usado para un escarabajo colidino descrito en 1869, propusieron el nombre Megapnosaurus para el género. Algunos paleontólogos no concuerdan con el nombre Megapnosaurus, que proviene de Griego μεγα = "gran", απνοος = "apnea", "muerte", σαυρος = "lagarto", considerándolo sinónimo de Coelophysis. Ya en 2004, Raath fue el coautor de dos trabajos en que "Syntarsus", Raath continúa usando en antiguo nombre inválido que es tomado como sinónimo más moderno de Coelophysis. Munyikwa y Raath en 1999, describieron un cráneo parcial como "Syntarsus" (Megapnosaurus), que fue reidentificado tentativamente como Dracovenator por Yates en 2005. Bristowe y Raath en 2004 utilizaron un cráneo juvenil parcialmente articulado para demostrar la ventana nasal identificada por Raath en 1977 estaba cerrada en vida, Raath artículo al palatino al revés, y que su reconstrucción de la articulación lacrimal-yugal es inexacta. También confirmaron los hioides identificados por Raath eran espoletas.

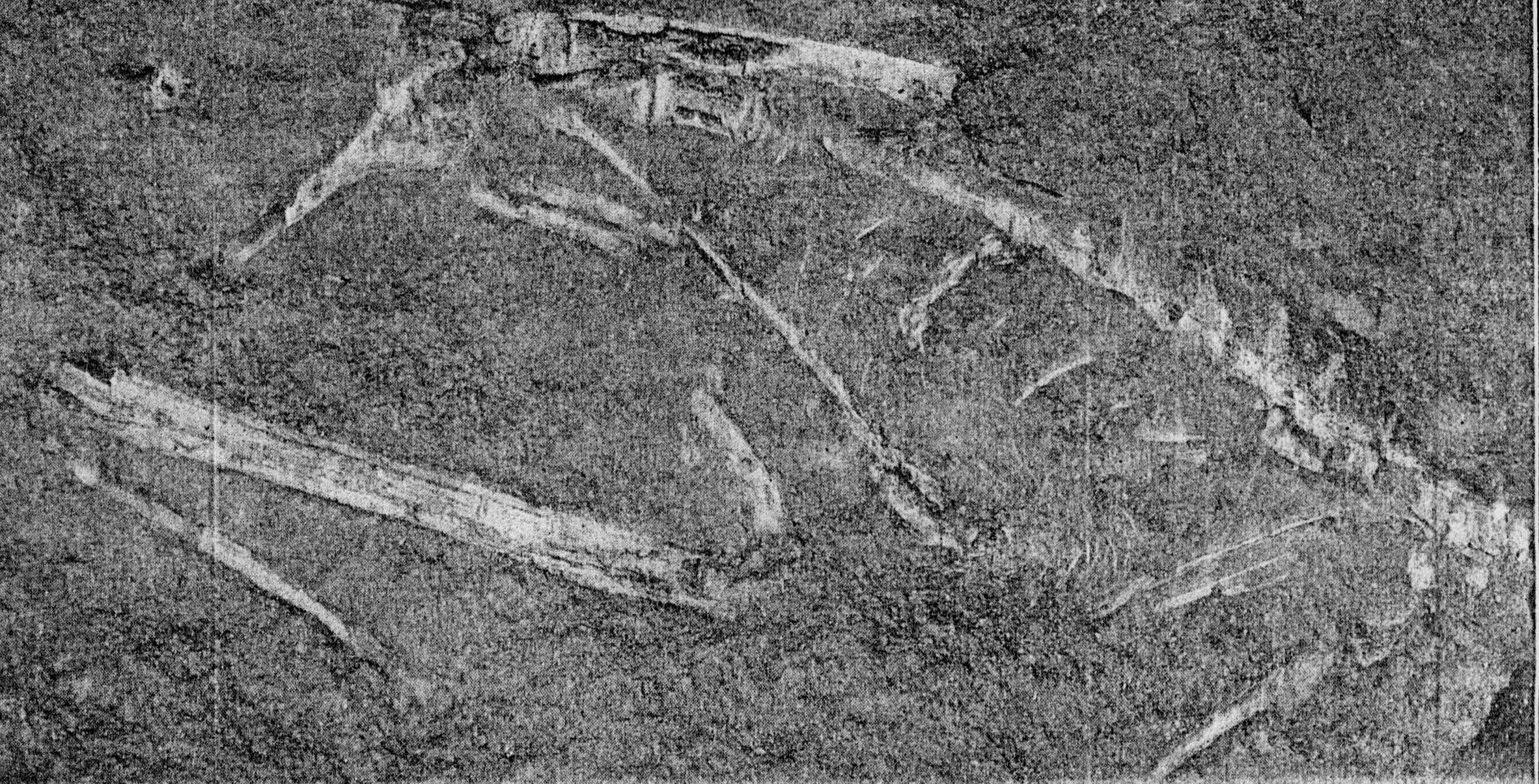
Espécimen holotipo de Coelophysis (Podokesaurus) holyokensis

Coelophysis (Syntarsus) kayentakatae fue nombrado por Rowe en 1989. Su espécimen tipo es MNA V2623, un esqueleto parcial. Su localidad tipo es Rock Head North, y se encontró en una arenisca terrestre datada entre el Sinemuriano y Pliensbachiano en la Formación Kayenta de Arizona. En 2005 Tykoski encontró que C. Kayetakatae parecía estar más estrechamente vinculado a Segisaurus que a C. bauri o C. rhodesiensis. C. kayentakatae conocida por 16 ejemplares adultos y subadultos posee una pequeña cresta y marca un paso evolutivo hacia los grandes celofísidos, como el Dilophosaurus.
Los únicos fósiles de Coelophysis holyokensis  conocidos fueron descubiertos en 1911 cerca del Mount Holyoke College por la profesora de geología y geografía, Mignon Talbot que lo nombró Podokesaurus holyokensis ese mismo año. El registro fósil sugiere que puede ser una especie de Coelophysis y no un género separado, pero los pocos registros fueron consumidos por el fuego y lo único que queda son los moldes de yeso del Museo Americano de Historia Natural, en New York.

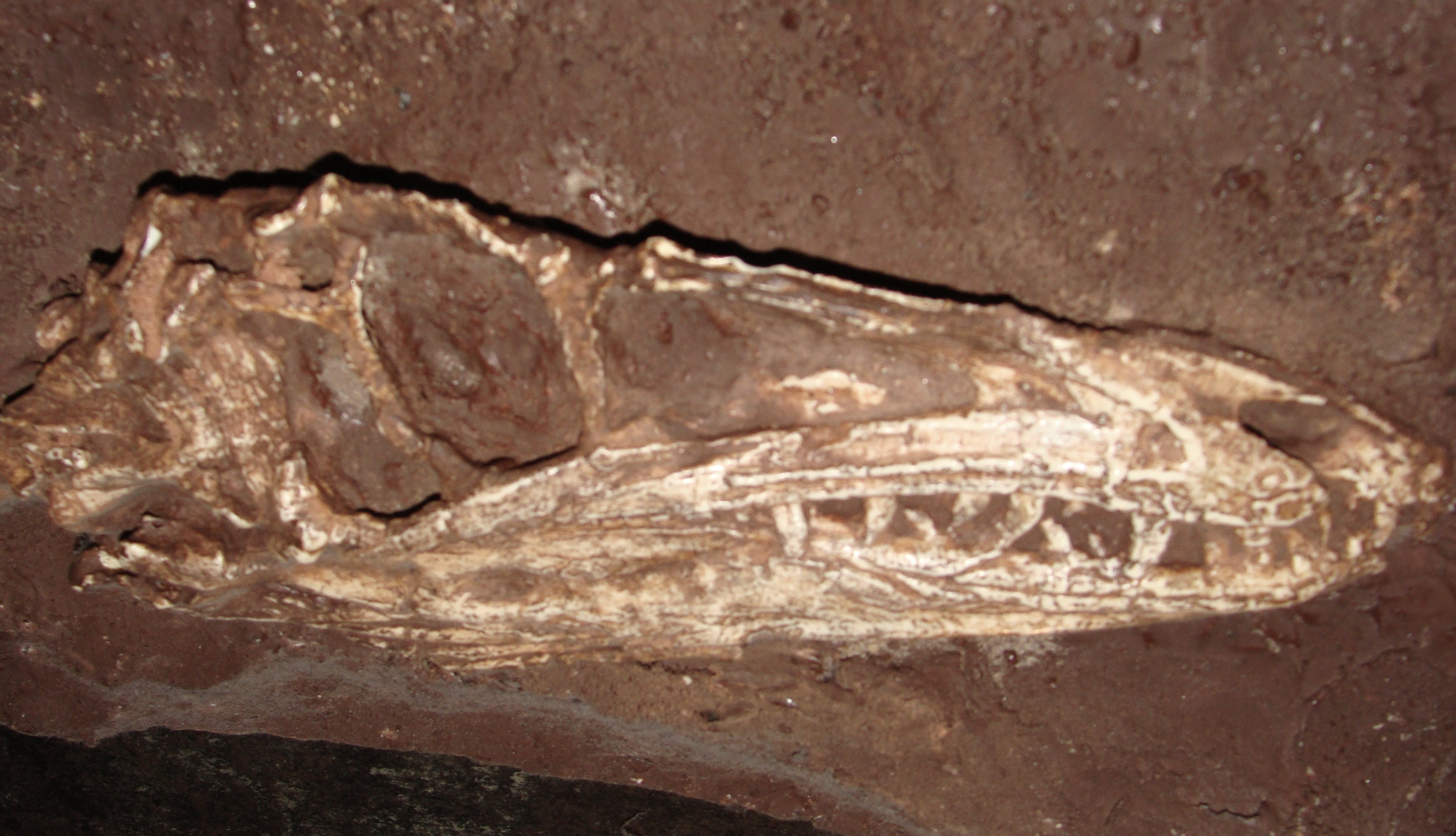
Cráneo de Coelophysis

## Clasificación
Coelophysis es una unidad taxonómica en nivel de género distinta , compuesta de dos especies, C. bauri y C. rhodesiensis, este último anteriormente clasificado como el género Megapnosaurus. Dos especies adicionales originalmente descritas, C. longicollis y C. willistoni, ahora se consideran sinónimos de C. bauri . C. rhodesiensis es probablemente parte de este complejo genérico, y es conocido del Jurásico del sur de África. Una tercera especie posible es Coelophysis kayentakatae, anteriormente referida al género Megapnosaurus. No hay un consenso claro en este punto.
A principios de la década de 1990, hubo un debate sobre las características de diagnóstico de los primeros especímenes recolectados, en comparación con el material de Coelophysis excavado en la cantera de Ghost Ranch. Algunos paleontólogos opinaron que los especímenes originales no eran diagnósticos más allá de sí mismos y, por lo tanto, que el nombre C. bauri no se podía aplicar a ningún otro ejemplar. Por lo tanto, aplicaron un nombre diferente, Rioarribasaurus, a las muestras de la cantera Ghost Ranch.
Dado que los numerosos ejemplares bien conservados de Ghost Ranch se utilizaron como Coelophysis en la mayoría de la literatura científica, el uso de Rioarribasaurus habría sido muy inconveniente para los investigadores, por lo que se solicitó que se transfiriera el espécimen tipo de Coelophysis del espécimen original mal conservado a uno de los especímenes de Ghost Ranch bien conservados. Esto haría Rioarribasaurus un sinónimo definido de Coelophysis, específicamente un sinónimo más moderno objetivo. Al final, la Comisión Internacional de Nomenclatura Zoológica votó para hacer que una de las muestras de Ghost Ranch sea el tipo de espécimen real para Coelophysis y deshacerse del nombre Rioarribasaurus por completo, declarando que es un nomen rejectum o 'nombre rechazado', resolviendo así la confusión. El nombre Coelophysis por lo tanto se convirtió en un nomen conservandum, 'nombre conservado'.
En una situación que afecta a muchos taxones de dinosaurios, algunos fósiles descubiertos más recientemente se clasificaron originalmente como nuevos géneros, pero pueden ser especies de Coelophysis. Por ejemplo, el descubrimiento de la profesora Mignon Talbot en 1911, al que denominó Podokesaurus holyokensis, se ha considerado durante mucho tiempo relacionado con Coelophysis, y algunos científicos modernos consideran que Podokesaurus es un sinónimo de Coelophysis. Otro espécimen de la Formación Portland de la Cuenca de Hartford, ahora en el Museo de Ciencias de Boston, también ha sido referido a Coelophysis. Este espécimen consiste en moldes de areniscas de un pubis, tibia, tres costillas y una posible vértebra, y probablemente se originó en una cantera en Middletown, Connecticut. Sin embargo, tanto el espécimen tipo de Podokesaurus como el espécimen de Middletown se consideran hoy día terópodos indeterminados.
Sullivan y Lucas en 1999 remitieron un espécimen del material original de Cope de Coleophysis, AMNH 2706, a lo que ellos pensaron que era un terópodo recientemente descubierto, Eucoelophysis. Sin embargo, estudios posteriores han demostrado que Eucoelophysis se ha identificado erróneamente, y es en realidad un primitivo, ornitodiro no dinosaurio estrechamente relacionado con Silesaurus.
El género "Syntarsus" fue nombrado por Raath en 1969 para la especie tipo Syntarsus rhodesiensis de África, y más tarde aplicado al Syntarsus kayentakatae de América del Norte. Fue renombrado Megapnosaurus por el entomólogo estadounidense Dr. Michael Ivie de la Universidad Estatal de Montana de Bozeman ), el Dr. polaco australiano Adam Ślipiński y el Dr. polaco Piotr Węgrzynowicz del Muzeum Ewolucji Instytutu Zoologii PAN de Varsovia , los tres científicos que descubrieron que el nombre del género Syntarsus ya fue tomado por un escarabajo colidino descrito en 1869. A muchos paleontólogos no les gustó el nombre de Megapnosaurus, en parte porque se espera que los taxonomistas permitan a los autores originales de un nombre corregir cualquier error en su trabajo. Raath estaba al tanto de la homonimia entre el dinosaurio "Syntarsus" y el escarabajo Syntarsus, pero el grupo que publicó Megapnosaurus creyó que Raath había fallecido y por lo tanto no pudo corregir su error, y procedió en consecuencia. Mortimer en 2012 señaló que "los paleontólogos podrían haber reaccionado de manera más positiva si el nombre de reemplazo, Megapnosaurus, no hubiera sido gracioso, lo que se traduce como" lagarto muerto grande ". Yates (2005) analizó Coelophysis y Megapnosaurus y concluyeron que los dos géneros son casi idénticos, y sugirieron que Megapnosaurus posiblemente era sinónimo de Coelophysis. En 2004, Raath fue coautor de dos artículos en los que argumentó que Megapnosaurus, antes "Syntarsus" era un sinónimo más moderno de Coelophysis. Megapnosaurus fue considerado por Paul en 1988 y Downs en 2000 como congenérico con Coelophysis. Luego, en 1993, Paul sugirió que Coelophysis debería colocarse en Megapnosaurus, entonces conocido como "Syntarsus", para evitar la confusión taxonómica antes mencionada. Downs en 2000 examinó Camposaurus y concluyó que era un sinónimo más moderno de Coelophysis, debido a su similitud con algunos de los especímenes de Coelophysis de Ghost Ranch. Sin embargo, una nueva evaluación del holotipo Camposaurus por Martin Ezcurra y Stephen Brusatte publicado en 2011 reveló un par de autapomorfias en el holotipo, lo que indica que Camposaurus arizonensis no era sinónimo de C. bauri, aunque era un pariente cercano de C. rhodesensis.

### Filogenia
Cladograma de los terópodo basado en el análisis filogenético realizado por Sues et al., 2011

|  | Staurikosaurus                                                 |
|  |                                                                |
|  | \| \| Herrerasaurus \| \| \| \| \| \| Chindesaurus \| \| \| \| |
|  |                                                                |
|  | Herrerasaurus                                                  |
|  |                                                                |
|  | Chindesaurus                                                   |
|  |                                                                |

|  | Herrerasaurus |
|  |               |
|  | Chindesaurus  |
|  |               |

|  | "Megapnosaurus" |
|  |                 |
|  | Coelophysis     |
|  |                 |

|  | Cryolophosaurus                                                       |
|  |                                                                       |
|  | \| \| Dilophosaurus \| \| \| \| \| \| Terópodos jurásicos \| \| \| \| |
|  |                                                                       |
|  | Dilophosaurus                                                         |
|  |                                                                       |
|  | Terópodos jurásicos                                                   |
|  |                                                                       |

|  | Dilophosaurus       |
|  |                     |
|  | Terópodos jurásicos |
|  |                     |

|  | Cryolophosaurus                                                       |
|  |                                                                       |
|  | \| \| Dilophosaurus \| \| \| \| \| \| Terópodos jurásicos \| \| \| \| |
|  |                                                                       |
|  | Dilophosaurus                                                         |
|  |                                                                       |
|  | Terópodos jurásicos                                                   |
|  |                                                                       |

|  | Dilophosaurus       |
|  |                     |
|  | Terópodos jurásicos |
|  |                     |

|  | Cryolophosaurus                                                       |
|  |                                                                       |
|  | \| \| Dilophosaurus \| \| \| \| \| \| Terópodos jurásicos \| \| \| \| |
|  |                                                                       |
|  | Dilophosaurus                                                         |
|  |                                                                       |
|  | Terópodos jurásicos                                                   |
|  |                                                                       |

|  | Dilophosaurus       |
|  |                     |
|  | Terópodos jurásicos |
|  |                     |

|  | Cryolophosaurus                                                       |
|  |                                                                       |
|  | \| \| Dilophosaurus \| \| \| \| \| \| Terópodos jurásicos \| \| \| \| |
|  |                                                                       |
|  | Dilophosaurus                                                         |
|  |                                                                       |
|  | Terópodos jurásicos                                                   |
|  |                                                                       |

|  | Dilophosaurus       |
|  |                     |
|  | Terópodos jurásicos |
|  |                     |

|  | "Megapnosaurus" |
|  |                 |
|  | Coelophysis     |
|  |                 |

|  | Cryolophosaurus                                                       |
|  |                                                                       |
|  | \| \| Dilophosaurus \| \| \| \| \| \| Terópodos jurásicos \| \| \| \| |
|  |                                                                       |
|  | Dilophosaurus                                                         |
|  |                                                                       |
|  | Terópodos jurásicos                                                   |
|  |                                                                       |

|  | Dilophosaurus       |
|  |                     |
|  | Terópodos jurásicos |
|  |                     |

|  | Cryolophosaurus                                                       |
|  |                                                                       |
|  | \| \| Dilophosaurus \| \| \| \| \| \| Terópodos jurásicos \| \| \| \| |
|  |                                                                       |
|  | Dilophosaurus                                                         |
|  |                                                                       |
|  | Terópodos jurásicos                                                   |
|  |                                                                       |

|  | Dilophosaurus       |
|  |                     |
|  | Terópodos jurásicos |
|  |                     |

|  | Cryolophosaurus                                                       |
|  |                                                                       |
|  | \| \| Dilophosaurus \| \| \| \| \| \| Terópodos jurásicos \| \| \| \| |
|  |                                                                       |
|  | Dilophosaurus                                                         |
|  |                                                                       |
|  | Terópodos jurásicos                                                   |
|  |                                                                       |

|  | Dilophosaurus       |
|  |                     |
|  | Terópodos jurásicos |
|  |                     |

|  | Cryolophosaurus                                                       |
|  |                                                                       |
|  | \| \| Dilophosaurus \| \| \| \| \| \| Terópodos jurásicos \| \| \| \| |
|  |                                                                       |
|  | Dilophosaurus                                                         |
|  |                                                                       |
|  | Terópodos jurásicos                                                   |
|  |                                                                       |

|  | Dilophosaurus       |
|  |                     |
|  | Terópodos jurásicos |
|  |                     |

|  | "Megapnosaurus" |
|  |                 |
|  | Coelophysis     |
|  |                 |

|  | Cryolophosaurus                                                       |
|  |                                                                       |
|  | \| \| Dilophosaurus \| \| \| \| \| \| Terópodos jurásicos \| \| \| \| |
|  |                                                                       |
|  | Dilophosaurus                                                         |
|  |                                                                       |
|  | Terópodos jurásicos                                                   |
|  |                                                                       |

|  | Dilophosaurus       |
|  |                     |
|  | Terópodos jurásicos |
|  |                     |

|  | Cryolophosaurus                                                       |
|  |                                                                       |
|  | \| \| Dilophosaurus \| \| \| \| \| \| Terópodos jurásicos \| \| \| \| |
|  |                                                                       |
|  | Dilophosaurus                                                         |
|  |                                                                       |
|  | Terópodos jurásicos                                                   |
|  |                                                                       |

|  | Dilophosaurus       |
|  |                     |
|  | Terópodos jurásicos |
|  |                     |

|  | Cryolophosaurus                                                       |
|  |                                                                       |
|  | \| \| Dilophosaurus \| \| \| \| \| \| Terópodos jurásicos \| \| \| \| |
|  |                                                                       |
|  | Dilophosaurus                                                         |
|  |                                                                       |
|  | Terópodos jurásicos                                                   |
|  |                                                                       |

|  | Dilophosaurus       |
|  |                     |
|  | Terópodos jurásicos |
|  |                     |

|  | Cryolophosaurus                                                       |
|  |                                                                       |
|  | \| \| Dilophosaurus \| \| \| \| \| \| Terópodos jurásicos \| \| \| \| |
|  |                                                                       |
|  | Dilophosaurus                                                         |
|  |                                                                       |
|  | Terópodos jurásicos                                                   |
|  |                                                                       |

|  | Dilophosaurus       |
|  |                     |
|  | Terópodos jurásicos |
|  |                     |

|  | "Megapnosaurus" |
|  |                 |
|  | Coelophysis     |
|  |                 |

|  | Cryolophosaurus                                                       |
|  |                                                                       |
|  | \| \| Dilophosaurus \| \| \| \| \| \| Terópodos jurásicos \| \| \| \| |
|  |                                                                       |
|  | Dilophosaurus                                                         |
|  |                                                                       |
|  | Terópodos jurásicos                                                   |
|  |                                                                       |

|  | Dilophosaurus       |
|  |                     |
|  | Terópodos jurásicos |
|  |                     |

|  | Cryolophosaurus                                                       |
|  |                                                                       |
|  | \| \| Dilophosaurus \| \| \| \| \| \| Terópodos jurásicos \| \| \| \| |
|  |                                                                       |
|  | Dilophosaurus                                                         |
|  |                                                                       |
|  | Terópodos jurásicos                                                   |
|  |                                                                       |

|  | Dilophosaurus       |
|  |                     |
|  | Terópodos jurásicos |
|  |                     |

|  | Cryolophosaurus                                                       |
|  |                                                                       |
|  | \| \| Dilophosaurus \| \| \| \| \| \| Terópodos jurásicos \| \| \| \| |
|  |                                                                       |
|  | Dilophosaurus                                                         |
|  |                                                                       |
|  | Terópodos jurásicos                                                   |
|  |                                                                       |

|  | Dilophosaurus       |
|  |                     |
|  | Terópodos jurásicos |
|  |                     |

|  | Cryolophosaurus                                                       |
|  |                                                                       |
|  | \| \| Dilophosaurus \| \| \| \| \| \| Terópodos jurásicos \| \| \| \| |
|  |                                                                       |
|  | Dilophosaurus                                                         |
|  |                                                                       |
|  | Terópodos jurásicos                                                   |
|  |                                                                       |

|  | Dilophosaurus       |
|  |                     |
|  | Terópodos jurásicos |
|  |                     |

|  | "Megapnosaurus" |
|  |                 |
|  | Coelophysis     |
|  |                 |

|  | Cryolophosaurus                                                       |
|  |                                                                       |
|  | \| \| Dilophosaurus \| \| \| \| \| \| Terópodos jurásicos \| \| \| \| |
|  |                                                                       |
|  | Dilophosaurus                                                         |
|  |                                                                       |
|  | Terópodos jurásicos                                                   |
|  |                                                                       |

|  | Dilophosaurus       |
|  |                     |
|  | Terópodos jurásicos |
|  |                     |

|  | Cryolophosaurus                                                       |
|  |                                                                       |
|  | \| \| Dilophosaurus \| \| \| \| \| \| Terópodos jurásicos \| \| \| \| |
|  |                                                                       |
|  | Dilophosaurus                                                         |
|  |                                                                       |
|  | Terópodos jurásicos                                                   |
|  |                                                                       |

|  | Dilophosaurus       |
|  |                     |
|  | Terópodos jurásicos |
|  |                     |

|  | Cryolophosaurus                                                       |
|  |                                                                       |
|  | \| \| Dilophosaurus \| \| \| \| \| \| Terópodos jurásicos \| \| \| \| |
|  |                                                                       |
|  | Dilophosaurus                                                         |
|  |                                                                       |
|  | Terópodos jurásicos                                                   |
|  |                                                                       |

|  | Dilophosaurus       |
|  |                     |
|  | Terópodos jurásicos |
|  |                     |

|  | Cryolophosaurus                                                       |
|  |                                                                       |
|  | \| \| Dilophosaurus \| \| \| \| \| \| Terópodos jurásicos \| \| \| \| |
|  |                                                                       |
|  | Dilophosaurus                                                         |
|  |                                                                       |
|  | Terópodos jurásicos                                                   |
|  |                                                                       |

|  | Dilophosaurus       |
|  |                     |
|  | Terópodos jurásicos |
|  |                     |

|  | "Megapnosaurus" |
|  |                 |
|  | Coelophysis     |
|  |                 |

|  | Cryolophosaurus                                                       |
|  |                                                                       |
|  | \| \| Dilophosaurus \| \| \| \| \| \| Terópodos jurásicos \| \| \| \| |
|  |                                                                       |
|  | Dilophosaurus                                                         |
|  |                                                                       |
|  | Terópodos jurásicos                                                   |
|  |                                                                       |

|  | Dilophosaurus       |
|  |                     |
|  | Terópodos jurásicos |
|  |                     |

|  | Cryolophosaurus                                                       |
|  |                                                                       |
|  | \| \| Dilophosaurus \| \| \| \| \| \| Terópodos jurásicos \| \| \| \| |
|  |                                                                       |
|  | Dilophosaurus                                                         |
|  |                                                                       |
|  | Terópodos jurásicos                                                   |
|  |                                                                       |

|  | Dilophosaurus       |
|  |                     |
|  | Terópodos jurásicos |
|  |                     |

|  | Cryolophosaurus                                                       |
|  |                                                                       |
|  | \| \| Dilophosaurus \| \| \| \| \| \| Terópodos jurásicos \| \| \| \| |
|  |                                                                       |
|  | Dilophosaurus                                                         |
|  |                                                                       |
|  | Terópodos jurásicos                                                   |
|  |                                                                       |

|  | Dilophosaurus       |
|  |                     |
|  | Terópodos jurásicos |
|  |                     |

|  | Cryolophosaurus                                                       |
|  |                                                                       |
|  | \| \| Dilophosaurus \| \| \| \| \| \| Terópodos jurásicos \| \| \| \| |
|  |                                                                       |
|  | Dilophosaurus                                                         |
|  |                                                                       |
|  | Terópodos jurásicos                                                   |
|  |                                                                       |

|  | Dilophosaurus       |
|  |                     |
|  | Terópodos jurásicos |
|  |                     |

|  | "Megapnosaurus" |
|  |                 |
|  | Coelophysis     |
|  |                 |

|  | Cryolophosaurus                                                       |
|  |                                                                       |
|  | \| \| Dilophosaurus \| \| \| \| \| \| Terópodos jurásicos \| \| \| \| |
|  |                                                                       |
|  | Dilophosaurus                                                         |
|  |                                                                       |
|  | Terópodos jurásicos                                                   |
|  |                                                                       |

|  | Dilophosaurus       |
|  |                     |
|  | Terópodos jurásicos |
|  |                     |

|  | Cryolophosaurus                                                       |
|  |                                                                       |
|  | \| \| Dilophosaurus \| \| \| \| \| \| Terópodos jurásicos \| \| \| \| |
|  |                                                                       |
|  | Dilophosaurus                                                         |
|  |                                                                       |
|  | Terópodos jurásicos                                                   |
|  |                                                                       |

|  | Dilophosaurus       |
|  |                     |
|  | Terópodos jurásicos |
|  |                     |

|  | Cryolophosaurus                                                       |
|  |                                                                       |
|  | \| \| Dilophosaurus \| \| \| \| \| \| Terópodos jurásicos \| \| \| \| |
|  |                                                                       |
|  | Dilophosaurus                                                         |
|  |                                                                       |
|  | Terópodos jurásicos                                                   |
|  |                                                                       |

|  | Dilophosaurus       |
|  |                     |
|  | Terópodos jurásicos |
|  |                     |

|  | Cryolophosaurus                                                       |
|  |                                                                       |
|  | \| \| Dilophosaurus \| \| \| \| \| \| Terópodos jurásicos \| \| \| \| |
|  |                                                                       |
|  | Dilophosaurus                                                         |
|  |                                                                       |
|  | Terópodos jurásicos                                                   |
|  |                                                                       |

|  | Dilophosaurus       |
|  |                     |
|  | Terópodos jurásicos |
|  |                     |

|  | "Megapnosaurus" |
|  |                 |
|  | Coelophysis     |
|  |                 |

|  | Cryolophosaurus                                                       |
|  |                                                                       |
|  | \| \| Dilophosaurus \| \| \| \| \| \| Terópodos jurásicos \| \| \| \| |
|  |                                                                       |
|  | Dilophosaurus                                                         |
|  |                                                                       |
|  | Terópodos jurásicos                                                   |
|  |                                                                       |

|  | Dilophosaurus       |
|  |                     |
|  | Terópodos jurásicos |
|  |                     |

|  | Cryolophosaurus                                                       |
|  |                                                                       |
|  | \| \| Dilophosaurus \| \| \| \| \| \| Terópodos jurásicos \| \| \| \| |
|  |                                                                       |
|  | Dilophosaurus                                                         |
|  |                                                                       |
|  | Terópodos jurásicos                                                   |
|  |                                                                       |

|  | Dilophosaurus       |
|  |                     |
|  | Terópodos jurásicos |
|  |                     |

|  | Cryolophosaurus                                                       |
|  |                                                                       |
|  | \| \| Dilophosaurus \| \| \| \| \| \| Terópodos jurásicos \| \| \| \| |
|  |                                                                       |
|  | Dilophosaurus                                                         |
|  |                                                                       |
|  | Terópodos jurásicos                                                   |
|  |                                                                       |

|  | Dilophosaurus       |
|  |                     |
|  | Terópodos jurásicos |
|  |                     |

|  | Cryolophosaurus                                                       |
|  |                                                                       |
|  | \| \| Dilophosaurus \| \| \| \| \| \| Terópodos jurásicos \| \| \| \| |
|  |                                                                       |
|  | Dilophosaurus                                                         |
|  |                                                                       |
|  | Terópodos jurásicos                                                   |
|  |                                                                       |

|  | Dilophosaurus       |
|  |                     |
|  | Terópodos jurásicos |
|  |                     |

|  | "Megapnosaurus" |
|  |                 |
|  | Coelophysis     |
|  |                 |

|  | Cryolophosaurus                                                       |
|  |                                                                       |
|  | \| \| Dilophosaurus \| \| \| \| \| \| Terópodos jurásicos \| \| \| \| |
|  |                                                                       |
|  | Dilophosaurus                                                         |
|  |                                                                       |
|  | Terópodos jurásicos                                                   |
|  |                                                                       |

|  | Dilophosaurus       |
|  |                     |
|  | Terópodos jurásicos |
|  |                     |

|  | Cryolophosaurus                                                       |
|  |                                                                       |
|  | \| \| Dilophosaurus \| \| \| \| \| \| Terópodos jurásicos \| \| \| \| |
|  |                                                                       |
|  | Dilophosaurus                                                         |
|  |                                                                       |
|  | Terópodos jurásicos                                                   |
|  |                                                                       |

|  | Dilophosaurus       |
|  |                     |
|  | Terópodos jurásicos |
|  |                     |

|  | Cryolophosaurus                                                       |
|  |                                                                       |
|  | \| \| Dilophosaurus \| \| \| \| \| \| Terópodos jurásicos \| \| \| \| |
|  |                                                                       |
|  | Dilophosaurus                                                         |
|  |                                                                       |
|  | Terópodos jurásicos                                                   |
|  |                                                                       |

|  | Dilophosaurus       |
|  |                     |
|  | Terópodos jurásicos |
|  |                     |

|  | Cryolophosaurus                                                       |
|  |                                                                       |
|  | \| \| Dilophosaurus \| \| \| \| \| \| Terópodos jurásicos \| \| \| \| |
|  |                                                                       |
|  | Dilophosaurus                                                         |
|  |                                                                       |
|  | Terópodos jurásicos                                                   |
|  |                                                                       |

|  | Dilophosaurus       |
|  |                     |
|  | Terópodos jurásicos |
|  |                     |

|  | "Megapnosaurus" |
|  |                 |
|  | Coelophysis     |
|  |                 |

|  | Cryolophosaurus                                                       |
|  |                                                                       |
|  | \| \| Dilophosaurus \| \| \| \| \| \| Terópodos jurásicos \| \| \| \| |
|  |                                                                       |
|  | Dilophosaurus                                                         |
|  |                                                                       |
|  | Terópodos jurásicos                                                   |
|  |                                                                       |

|  | Dilophosaurus       |
|  |                     |
|  | Terópodos jurásicos |
|  |                     |

|  | Cryolophosaurus                                                       |
|  |                                                                       |
|  | \| \| Dilophosaurus \| \| \| \| \| \| Terópodos jurásicos \| \| \| \| |
|  |                                                                       |
|  | Dilophosaurus                                                         |
|  |                                                                       |
|  | Terópodos jurásicos                                                   |
|  |                                                                       |

|  | Dilophosaurus       |
|  |                     |
|  | Terópodos jurásicos |
|  |                     |

|  | Cryolophosaurus                                                       |
|  |                                                                       |
|  | \| \| Dilophosaurus \| \| \| \| \| \| Terópodos jurásicos \| \| \| \| |
|  |                                                                       |
|  | Dilophosaurus                                                         |
|  |                                                                       |
|  | Terópodos jurásicos                                                   |
|  |                                                                       |

|  | Dilophosaurus       |
|  |                     |
|  | Terópodos jurásicos |
|  |                     |

|  | Cryolophosaurus                                                       |
|  |                                                                       |
|  | \| \| Dilophosaurus \| \| \| \| \| \| Terópodos jurásicos \| \| \| \| |
|  |                                                                       |
|  | Dilophosaurus                                                         |
|  |                                                                       |
|  | Terópodos jurásicos                                                   |
|  |                                                                       |

|  | Dilophosaurus       |
|  |                     |
|  | Terópodos jurásicos |
|  |                     |

|  | "Megapnosaurus" |
|  |                 |
|  | Coelophysis     |
|  |                 |

|  | Cryolophosaurus                                                       |
|  |                                                                       |
|  | \| \| Dilophosaurus \| \| \| \| \| \| Terópodos jurásicos \| \| \| \| |
|  |                                                                       |
|  | Dilophosaurus                                                         |
|  |                                                                       |
|  | Terópodos jurásicos                                                   |
|  |                                                                       |

|  | Dilophosaurus       |
|  |                     |
|  | Terópodos jurásicos |
|  |                     |

|  | Cryolophosaurus                                                       |
|  |                                                                       |
|  | \| \| Dilophosaurus \| \| \| \| \| \| Terópodos jurásicos \| \| \| \| |
|  |                                                                       |
|  | Dilophosaurus                                                         |
|  |                                                                       |
|  | Terópodos jurásicos                                                   |
|  |                                                                       |

|  | Dilophosaurus       |
|  |                     |
|  | Terópodos jurásicos |
|  |                     |

|  | Cryolophosaurus                                                       |
|  |                                                                       |
|  | \| \| Dilophosaurus \| \| \| \| \| \| Terópodos jurásicos \| \| \| \| |
|  |                                                                       |
|  | Dilophosaurus                                                         |
|  |                                                                       |
|  | Terópodos jurásicos                                                   |
|  |                                                                       |

|  | Dilophosaurus       |
|  |                     |
|  | Terópodos jurásicos |
|  |                     |

|  | Cryolophosaurus                                                       |
|  |                                                                       |
|  | \| \| Dilophosaurus \| \| \| \| \| \| Terópodos jurásicos \| \| \| \| |
|  |                                                                       |
|  | Dilophosaurus                                                         |
|  |                                                                       |
|  | Terópodos jurásicos                                                   |
|  |                                                                       |

|  | Dilophosaurus       |
|  |                     |
|  | Terópodos jurásicos |
|  |                     |

|  | "Megapnosaurus" |
|  |                 |
|  | Coelophysis     |
|  |                 |

|  | Cryolophosaurus                                                       |
|  |                                                                       |
|  | \| \| Dilophosaurus \| \| \| \| \| \| Terópodos jurásicos \| \| \| \| |
|  |                                                                       |
|  | Dilophosaurus                                                         |
|  |                                                                       |
|  | Terópodos jurásicos                                                   |
|  |                                                                       |

|  | Dilophosaurus       |
|  |                     |
|  | Terópodos jurásicos |
|  |                     |

|  | Cryolophosaurus                                                       |
|  |                                                                       |
|  | \| \| Dilophosaurus \| \| \| \| \| \| Terópodos jurásicos \| \| \| \| |
|  |                                                                       |
|  | Dilophosaurus                                                         |
|  |                                                                       |
|  | Terópodos jurásicos                                                   |
|  |                                                                       |

|  | Dilophosaurus       |
|  |                     |
|  | Terópodos jurásicos |
|  |                     |

|  | Cryolophosaurus                                                       |
|  |                                                                       |
|  | \| \| Dilophosaurus \| \| \| \| \| \| Terópodos jurásicos \| \| \| \| |
|  |                                                                       |
|  | Dilophosaurus                                                         |
|  |                                                                       |
|  | Terópodos jurásicos                                                   |
|  |                                                                       |

|  | Dilophosaurus       |
|  |                     |
|  | Terópodos jurásicos |
|  |                     |

|  | Cryolophosaurus                                                       |
|  |                                                                       |
|  | \| \| Dilophosaurus \| \| \| \| \| \| Terópodos jurásicos \| \| \| \| |
|  |                                                                       |
|  | Dilophosaurus                                                         |
|  |                                                                       |
|  | Terópodos jurásicos                                                   |
|  |                                                                       |

|  | Dilophosaurus       |
|  |                     |
|  | Terópodos jurásicos |
|  |                     |

|  | "Megapnosaurus" |
|  |                 |
|  | Coelophysis     |
|  |                 |

|  | Cryolophosaurus                                                       |
|  |                                                                       |
|  | \| \| Dilophosaurus \| \| \| \| \| \| Terópodos jurásicos \| \| \| \| |
|  |                                                                       |
|  | Dilophosaurus                                                         |
|  |                                                                       |
|  | Terópodos jurásicos                                                   |
|  |                                                                       |

|  | Dilophosaurus       |
|  |                     |
|  | Terópodos jurásicos |
|  |                     |

|  | Cryolophosaurus                                                       |
|  |                                                                       |
|  | \| \| Dilophosaurus \| \| \| \| \| \| Terópodos jurásicos \| \| \| \| |
|  |                                                                       |
|  | Dilophosaurus                                                         |
|  |                                                                       |
|  | Terópodos jurásicos                                                   |
|  |                                                                       |

|  | Dilophosaurus       |
|  |                     |
|  | Terópodos jurásicos |
|  |                     |

|  | Cryolophosaurus                                                       |
|  |                                                                       |
|  | \| \| Dilophosaurus \| \| \| \| \| \| Terópodos jurásicos \| \| \| \| |
|  |                                                                       |
|  | Dilophosaurus                                                         |
|  |                                                                       |
|  | Terópodos jurásicos                                                   |
|  |                                                                       |

|  | Dilophosaurus       |
|  |                     |
|  | Terópodos jurásicos |
|  |                     |

|  | Cryolophosaurus                                                       |
|  |                                                                       |
|  | \| \| Dilophosaurus \| \| \| \| \| \| Terópodos jurásicos \| \| \| \| |
|  |                                                                       |
|  | Dilophosaurus                                                         |
|  |                                                                       |
|  | Terópodos jurásicos                                                   |
|  |                                                                       |

|  | Dilophosaurus       |
|  |                     |
|  | Terópodos jurásicos |
|  |                     |

|  | "Megapnosaurus" |
|  |                 |
|  | Coelophysis     |
|  |                 |

|  | Cryolophosaurus                                                       |
|  |                                                                       |
|  | \| \| Dilophosaurus \| \| \| \| \| \| Terópodos jurásicos \| \| \| \| |
|  |                                                                       |
|  | Dilophosaurus                                                         |
|  |                                                                       |
|  | Terópodos jurásicos                                                   |
|  |                                                                       |

|  | Dilophosaurus       |
|  |                     |
|  | Terópodos jurásicos |
|  |                     |

|  | Cryolophosaurus                                                       |
|  |                                                                       |
|  | \| \| Dilophosaurus \| \| \| \| \| \| Terópodos jurásicos \| \| \| \| |
|  |                                                                       |
|  | Dilophosaurus                                                         |
|  |                                                                       |
|  | Terópodos jurásicos                                                   |
|  |                                                                       |

|  | Dilophosaurus       |
|  |                     |
|  | Terópodos jurásicos |
|  |                     |

|  | Cryolophosaurus                                                       |
|  |                                                                       |
|  | \| \| Dilophosaurus \| \| \| \| \| \| Terópodos jurásicos \| \| \| \| |
|  |                                                                       |
|  | Dilophosaurus                                                         |
|  |                                                                       |
|  | Terópodos jurásicos                                                   |
|  |                                                                       |

|  | Dilophosaurus       |
|  |                     |
|  | Terópodos jurásicos |
|  |                     |

|  | Cryolophosaurus                                                       |
|  |                                                                       |
|  | \| \| Dilophosaurus \| \| \| \| \| \| Terópodos jurásicos \| \| \| \| |
|  |                                                                       |
|  | Dilophosaurus                                                         |
|  |                                                                       |
|  | Terópodos jurásicos                                                   |
|  |                                                                       |

|  | Dilophosaurus       |
|  |                     |
|  | Terópodos jurásicos |
|  |                     |

|  | "Megapnosaurus" |
|  |                 |
|  | Coelophysis     |
|  |                 |

|  | Cryolophosaurus                                                       |
|  |                                                                       |
|  | \| \| Dilophosaurus \| \| \| \| \| \| Terópodos jurásicos \| \| \| \| |
|  |                                                                       |
|  | Dilophosaurus                                                         |
|  |                                                                       |
|  | Terópodos jurásicos                                                   |
|  |                                                                       |

|  | Dilophosaurus       |
|  |                     |
|  | Terópodos jurásicos |
|  |                     |

|  | Cryolophosaurus                                                       |
|  |                                                                       |
|  | \| \| Dilophosaurus \| \| \| \| \| \| Terópodos jurásicos \| \| \| \| |
|  |                                                                       |
|  | Dilophosaurus                                                         |
|  |                                                                       |
|  | Terópodos jurásicos                                                   |
|  |                                                                       |

|  | Dilophosaurus       |
|  |                     |
|  | Terópodos jurásicos |
|  |                     |

|  | Cryolophosaurus                                                       |
|  |                                                                       |
|  | \| \| Dilophosaurus \| \| \| \| \| \| Terópodos jurásicos \| \| \| \| |
|  |                                                                       |
|  | Dilophosaurus                                                         |
|  |                                                                       |
|  | Terópodos jurásicos                                                   |
|  |                                                                       |

|  | Dilophosaurus       |
|  |                     |
|  | Terópodos jurásicos |
|  |                     |

|  | Cryolophosaurus                                                       |
|  |                                                                       |
|  | \| \| Dilophosaurus \| \| \| \| \| \| Terópodos jurásicos \| \| \| \| |
|  |                                                                       |
|  | Dilophosaurus                                                         |
|  |                                                                       |
|  | Terópodos jurásicos                                                   |
|  |                                                                       |

|  | Dilophosaurus       |
|  |                     |
|  | Terópodos jurásicos |
|  |                     |

|  | "Megapnosaurus" |
|  |                 |
|  | Coelophysis     |
|  |                 |

|  | Cryolophosaurus                                                       |
|  |                                                                       |
|  | \| \| Dilophosaurus \| \| \| \| \| \| Terópodos jurásicos \| \| \| \| |
|  |                                                                       |
|  | Dilophosaurus                                                         |
|  |                                                                       |
|  | Terópodos jurásicos                                                   |
|  |                                                                       |

|  | Dilophosaurus       |
|  |                     |
|  | Terópodos jurásicos |
|  |                     |

|  | Cryolophosaurus                                                       |
|  |                                                                       |
|  | \| \| Dilophosaurus \| \| \| \| \| \| Terópodos jurásicos \| \| \| \| |
|  |                                                                       |
|  | Dilophosaurus                                                         |
|  |                                                                       |
|  | Terópodos jurásicos                                                   |
|  |                                                                       |

|  | Dilophosaurus       |
|  |                     |
|  | Terópodos jurásicos |
|  |                     |

|  | Cryolophosaurus                                                       |
|  |                                                                       |
|  | \| \| Dilophosaurus \| \| \| \| \| \| Terópodos jurásicos \| \| \| \| |
|  |                                                                       |
|  | Dilophosaurus                                                         |
|  |                                                                       |
|  | Terópodos jurásicos                                                   |
|  |                                                                       |

|  | Dilophosaurus       |
|  |                     |
|  | Terópodos jurásicos |
|  |                     |

|  | Cryolophosaurus                                                       |
|  |                                                                       |
|  | \| \| Dilophosaurus \| \| \| \| \| \| Terópodos jurásicos \| \| \| \| |
|  |                                                                       |
|  | Dilophosaurus                                                         |
|  |                                                                       |
|  | Terópodos jurásicos                                                   |
|  |                                                                       |

|  | Dilophosaurus       |
|  |                     |
|  | Terópodos jurásicos |
|  |                     |

|  | Staurikosaurus                                                 |
|  |                                                                |
|  | \| \| Herrerasaurus \| \| \| \| \| \| Chindesaurus \| \| \| \| |
|  |                                                                |
|  | Herrerasaurus                                                  |
|  |                                                                |
|  | Chindesaurus                                                   |
|  |                                                                |

|  | Herrerasaurus |
|  |               |
|  | Chindesaurus  |
|  |               |

|  | "Megapnosaurus" |
|  |                 |
|  | Coelophysis     |
|  |                 |

|  | Cryolophosaurus                                                       |
|  |                                                                       |
|  | \| \| Dilophosaurus \| \| \| \| \| \| Terópodos jurásicos \| \| \| \| |
|  |                                                                       |
|  | Dilophosaurus                                                         |
|  |                                                                       |
|  | Terópodos jurásicos                                                   |
|  |                                                                       |

|  | Dilophosaurus       |
|  |                     |
|  | Terópodos jurásicos |
|  |                     |

|  | Cryolophosaurus                                                       |
|  |                                                                       |
|  | \| \| Dilophosaurus \| \| \| \| \| \| Terópodos jurásicos \| \| \| \| |
|  |                                                                       |
|  | Dilophosaurus                                                         |
|  |                                                                       |
|  | Terópodos jurásicos                                                   |
|  |                                                                       |

|  | Dilophosaurus       |
|  |                     |
|  | Terópodos jurásicos |
|  |                     |

|  | Cryolophosaurus                                                       |
|  |                                                                       |
|  | \| \| Dilophosaurus \| \| \| \| \| \| Terópodos jurásicos \| \| \| \| |
|  |                                                                       |
|  | Dilophosaurus                                                         |
|  |                                                                       |
|  | Terópodos jurásicos                                                   |
|  |                                                                       |

|  | Dilophosaurus       |
|  |                     |
|  | Terópodos jurásicos |
|  |                     |

|  | Cryolophosaurus                                                       |
|  |                                                                       |
|  | \| \| Dilophosaurus \| \| \| \| \| \| Terópodos jurásicos \| \| \| \| |
|  |                                                                       |
|  | Dilophosaurus                                                         |
|  |                                                                       |
|  | Terópodos jurásicos                                                   |
|  |                                                                       |

|  | Dilophosaurus       |
|  |                     |
|  | Terópodos jurásicos |
|  |                     |

|  | "Megapnosaurus" |
|  |                 |
|  | Coelophysis     |
|  |                 |

|  | Cryolophosaurus                                                       |
|  |                                                                       |
|  | \| \| Dilophosaurus \| \| \| \| \| \| Terópodos jurásicos \| \| \| \| |
|  |                                                                       |
|  | Dilophosaurus                                                         |
|  |                                                                       |
|  | Terópodos jurásicos                                                   |
|  |                                                                       |

|  | Dilophosaurus       |
|  |                     |
|  | Terópodos jurásicos |
|  |                     |

|  | Cryolophosaurus                                                       |
|  |                                                                       |
|  | \| \| Dilophosaurus \| \| \| \| \| \| Terópodos jurásicos \| \| \| \| |
|  |                                                                       |
|  | Dilophosaurus                                                         |
|  |                                                                       |
|  | Terópodos jurásicos                                                   |
|  |                                                                       |

|  | Dilophosaurus       |
|  |                     |
|  | Terópodos jurásicos |
|  |                     |

|  | Cryolophosaurus                                                       |
|  |                                                                       |
|  | \| \| Dilophosaurus \| \| \| \| \| \| Terópodos jurásicos \| \| \| \| |
|  |                                                                       |
|  | Dilophosaurus                                                         |
|  |                                                                       |
|  | Terópodos jurásicos                                                   |
|  |                                                                       |

|  | Dilophosaurus       |
|  |                     |
|  | Terópodos jurásicos |
|  |                     |

|  | Cryolophosaurus                                                       |
|  |                                                                       |
|  | \| \| Dilophosaurus \| \| \| \| \| \| Terópodos jurásicos \| \| \| \| |
|  |                                                                       |
|  | Dilophosaurus                                                         |
|  |                                                                       |
|  | Terópodos jurásicos                                                   |
|  |                                                                       |

|  | Dilophosaurus       |
|  |                     |
|  | Terópodos jurásicos |
|  |                     |

|  | "Megapnosaurus" |
|  |                 |
|  | Coelophysis     |
|  |                 |

|  | Cryolophosaurus                                                       |
|  |                                                                       |
|  | \| \| Dilophosaurus \| \| \| \| \| \| Terópodos jurásicos \| \| \| \| |
|  |                                                                       |
|  | Dilophosaurus                                                         |
|  |                                                                       |
|  | Terópodos jurásicos                                                   |
|  |                                                                       |

|  | Dilophosaurus       |
|  |                     |
|  | Terópodos jurásicos |
|  |                     |

|  | Cryolophosaurus                                                       |
|  |                                                                       |
|  | \| \| Dilophosaurus \| \| \| \| \| \| Terópodos jurásicos \| \| \| \| |
|  |                                                                       |
|  | Dilophosaurus                                                         |
|  |                                                                       |
|  | Terópodos jurásicos                                                   |
|  |                                                                       |

|  | Dilophosaurus       |
|  |                     |
|  | Terópodos jurásicos |
|  |                     |

|  | Cryolophosaurus                                                       |
|  |                                                                       |
|  | \| \| Dilophosaurus \| \| \| \| \| \| Terópodos jurásicos \| \| \| \| |
|  |                                                                       |
|  | Dilophosaurus                                                         |
|  |                                                                       |
|  | Terópodos jurásicos                                                   |
|  |                                                                       |

|  | Dilophosaurus       |
|  |                     |
|  | Terópodos jurásicos |
|  |                     |

|  | Cryolophosaurus                                                       |
|  |                                                                       |
|  | \| \| Dilophosaurus \| \| \| \| \| \| Terópodos jurásicos \| \| \| \| |
|  |                                                                       |
|  | Dilophosaurus                                                         |
|  |                                                                       |
|  | Terópodos jurásicos                                                   |
|  |                                                                       |

|  | Dilophosaurus       |
|  |                     |
|  | Terópodos jurásicos |
|  |                     |

|  | "Megapnosaurus" |
|  |                 |
|  | Coelophysis     |
|  |                 |

|  | Cryolophosaurus                                                       |
|  |                                                                       |
|  | \| \| Dilophosaurus \| \| \| \| \| \| Terópodos jurásicos \| \| \| \| |
|  |                                                                       |
|  | Dilophosaurus                                                         |
|  |                                                                       |
|  | Terópodos jurásicos                                                   |
|  |                                                                       |

|  | Dilophosaurus       |
|  |                     |
|  | Terópodos jurásicos |
|  |                     |

|  | Cryolophosaurus                                                       |
|  |                                                                       |
|  | \| \| Dilophosaurus \| \| \| \| \| \| Terópodos jurásicos \| \| \| \| |
|  |                                                                       |
|  | Dilophosaurus                                                         |
|  |                                                                       |
|  | Terópodos jurásicos                                                   |
|  |                                                                       |

|  | Dilophosaurus       |
|  |                     |
|  | Terópodos jurásicos |
|  |                     |

|  | Cryolophosaurus                                                       |
|  |                                                                       |
|  | \| \| Dilophosaurus \| \| \| \| \| \| Terópodos jurásicos \| \| \| \| |
|  |                                                                       |
|  | Dilophosaurus                                                         |
|  |                                                                       |
|  | Terópodos jurásicos                                                   |
|  |                                                                       |

|  | Dilophosaurus       |
|  |                     |
|  | Terópodos jurásicos |
|  |                     |

|  | Cryolophosaurus                                                       |
|  |                                                                       |
|  | \| \| Dilophosaurus \| \| \| \| \| \| Terópodos jurásicos \| \| \| \| |
|  |                                                                       |
|  | Dilophosaurus                                                         |
|  |                                                                       |
|  | Terópodos jurásicos                                                   |
|  |                                                                       |

|  | Dilophosaurus       |
|  |                     |
|  | Terópodos jurásicos |
|  |                     |

|  | "Megapnosaurus" |
|  |                 |
|  | Coelophysis     |
|  |                 |

|  | Cryolophosaurus                                                       |
|  |                                                                       |
|  | \| \| Dilophosaurus \| \| \| \| \| \| Terópodos jurásicos \| \| \| \| |
|  |                                                                       |
|  | Dilophosaurus                                                         |
|  |                                                                       |
|  | Terópodos jurásicos                                                   |
|  |                                                                       |

|  | Dilophosaurus       |
|  |                     |
|  | Terópodos jurásicos |
|  |                     |

|  | Cryolophosaurus                                                       |
|  |                                                                       |
|  | \| \| Dilophosaurus \| \| \| \| \| \| Terópodos jurásicos \| \| \| \| |
|  |                                                                       |
|  | Dilophosaurus                                                         |
|  |                                                                       |
|  | Terópodos jurásicos                                                   |
|  |                                                                       |

|  | Dilophosaurus       |
|  |                     |
|  | Terópodos jurásicos |
|  |                     |

|  | Cryolophosaurus                                                       |
|  |                                                                       |
|  | \| \| Dilophosaurus \| \| \| \| \| \| Terópodos jurásicos \| \| \| \| |
|  |                                                                       |
|  | Dilophosaurus                                                         |
|  |                                                                       |
|  | Terópodos jurásicos                                                   |
|  |                                                                       |

|  | Dilophosaurus       |
|  |                     |
|  | Terópodos jurásicos |
|  |                     |

|  | Cryolophosaurus                                                       |
|  |                                                                       |
|  | \| \| Dilophosaurus \| \| \| \| \| \| Terópodos jurásicos \| \| \| \| |
|  |                                                                       |
|  | Dilophosaurus                                                         |
|  |                                                                       |
|  | Terópodos jurásicos                                                   |
|  |                                                                       |

|  | Dilophosaurus       |
|  |                     |
|  | Terópodos jurásicos |
|  |                     |

|  | "Megapnosaurus" |
|  |                 |
|  | Coelophysis     |
|  |                 |

|  | Cryolophosaurus                                                       |
|  |                                                                       |
|  | \| \| Dilophosaurus \| \| \| \| \| \| Terópodos jurásicos \| \| \| \| |
|  |                                                                       |
|  | Dilophosaurus                                                         |
|  |                                                                       |
|  | Terópodos jurásicos                                                   |
|  |                                                                       |

|  | Dilophosaurus       |
|  |                     |
|  | Terópodos jurásicos |
|  |                     |

|  | Cryolophosaurus                                                       |
|  |                                                                       |
|  | \| \| Dilophosaurus \| \| \| \| \| \| Terópodos jurásicos \| \| \| \| |
|  |                                                                       |
|  | Dilophosaurus                                                         |
|  |                                                                       |
|  | Terópodos jurásicos                                                   |
|  |                                                                       |

|  | Dilophosaurus       |
|  |                     |
|  | Terópodos jurásicos |
|  |                     |

|  | Cryolophosaurus                                                       |
|  |                                                                       |
|  | \| \| Dilophosaurus \| \| \| \| \| \| Terópodos jurásicos \| \| \| \| |
|  |                                                                       |
|  | Dilophosaurus                                                         |
|  |                                                                       |
|  | Terópodos jurásicos                                                   |
|  |                                                                       |

|  | Dilophosaurus       |
|  |                     |
|  | Terópodos jurásicos |
|  |                     |

|  | Cryolophosaurus                                                       |
|  |                                                                       |
|  | \| \| Dilophosaurus \| \| \| \| \| \| Terópodos jurásicos \| \| \| \| |
|  |                                                                       |
|  | Dilophosaurus                                                         |
|  |                                                                       |
|  | Terópodos jurásicos                                                   |
|  |                                                                       |

|  | Dilophosaurus       |
|  |                     |
|  | Terópodos jurásicos |
|  |                     |

|  | "Megapnosaurus" |
|  |                 |
|  | Coelophysis     |
|  |                 |

|  | Cryolophosaurus                                                       |
|  |                                                                       |
|  | \| \| Dilophosaurus \| \| \| \| \| \| Terópodos jurásicos \| \| \| \| |
|  |                                                                       |
|  | Dilophosaurus                                                         |
|  |                                                                       |
|  | Terópodos jurásicos                                                   |
|  |                                                                       |

|  | Dilophosaurus       |
|  |                     |
|  | Terópodos jurásicos |
|  |                     |

|  | Cryolophosaurus                                                       |
|  |                                                                       |
|  | \| \| Dilophosaurus \| \| \| \| \| \| Terópodos jurásicos \| \| \| \| |
|  |                                                                       |
|  | Dilophosaurus                                                         |
|  |                                                                       |
|  | Terópodos jurásicos                                                   |
|  |                                                                       |

|  | Dilophosaurus       |
|  |                     |
|  | Terópodos jurásicos |
|  |                     |

|  | Cryolophosaurus                                                       |
|  |                                                                       |
|  | \| \| Dilophosaurus \| \| \| \| \| \| Terópodos jurásicos \| \| \| \| |
|  |                                                                       |
|  | Dilophosaurus                                                         |
|  |                                                                       |
|  | Terópodos jurásicos                                                   |
|  |                                                                       |

|  | Dilophosaurus       |
|  |                     |
|  | Terópodos jurásicos |
|  |                     |

|  | Cryolophosaurus                                                       |
|  |                                                                       |
|  | \| \| Dilophosaurus \| \| \| \| \| \| Terópodos jurásicos \| \| \| \| |
|  |                                                                       |
|  | Dilophosaurus                                                         |
|  |                                                                       |
|  | Terópodos jurásicos                                                   |
|  |                                                                       |

|  | Dilophosaurus       |
|  |                     |
|  | Terópodos jurásicos |
|  |                     |

|  | "Megapnosaurus" |
|  |                 |
|  | Coelophysis     |
|  |                 |

|  | Cryolophosaurus                                                       |
|  |                                                                       |
|  | \| \| Dilophosaurus \| \| \| \| \| \| Terópodos jurásicos \| \| \| \| |
|  |                                                                       |
|  | Dilophosaurus                                                         |
|  |                                                                       |
|  | Terópodos jurásicos                                                   |
|  |                                                                       |

|  | Dilophosaurus       |
|  |                     |
|  | Terópodos jurásicos |
|  |                     |

|  | Cryolophosaurus                                                       |
|  |                                                                       |
|  | \| \| Dilophosaurus \| \| \| \| \| \| Terópodos jurásicos \| \| \| \| |
|  |                                                                       |
|  | Dilophosaurus                                                         |
|  |                                                                       |
|  | Terópodos jurásicos                                                   |
|  |                                                                       |

|  | Dilophosaurus       |
|  |                     |
|  | Terópodos jurásicos |
|  |                     |

|  | Cryolophosaurus                                                       |
|  |                                                                       |
|  | \| \| Dilophosaurus \| \| \| \| \| \| Terópodos jurásicos \| \| \| \| |
|  |                                                                       |
|  | Dilophosaurus                                                         |
|  |                                                                       |
|  | Terópodos jurásicos                                                   |
|  |                                                                       |

|  | Dilophosaurus       |
|  |                     |
|  | Terópodos jurásicos |
|  |                     |

|  | Cryolophosaurus                                                       |
|  |                                                                       |
|  | \| \| Dilophosaurus \| \| \| \| \| \| Terópodos jurásicos \| \| \| \| |
|  |                                                                       |
|  | Dilophosaurus                                                         |
|  |                                                                       |
|  | Terópodos jurásicos                                                   |
|  |                                                                       |

|  | Dilophosaurus       |
|  |                     |
|  | Terópodos jurásicos |
|  |                     |

|  | "Megapnosaurus" |
|  |                 |
|  | Coelophysis     |
|  |                 |

|  | Cryolophosaurus                                                       |
|  |                                                                       |
|  | \| \| Dilophosaurus \| \| \| \| \| \| Terópodos jurásicos \| \| \| \| |
|  |                                                                       |
|  | Dilophosaurus                                                         |
|  |                                                                       |
|  | Terópodos jurásicos                                                   |
|  |                                                                       |

|  | Dilophosaurus       |
|  |                     |
|  | Terópodos jurásicos |
|  |                     |

|  | Cryolophosaurus                                                       |
|  |                                                                       |
|  | \| \| Dilophosaurus \| \| \| \| \| \| Terópodos jurásicos \| \| \| \| |
|  |                                                                       |
|  | Dilophosaurus                                                         |
|  |                                                                       |
|  | Terópodos jurásicos                                                   |
|  |                                                                       |

|  | Dilophosaurus       |
|  |                     |
|  | Terópodos jurásicos |
|  |                     |

|  | Cryolophosaurus                                                       |
|  |                                                                       |
|  | \| \| Dilophosaurus \| \| \| \| \| \| Terópodos jurásicos \| \| \| \| |
|  |                                                                       |
|  | Dilophosaurus                                                         |
|  |                                                                       |
|  | Terópodos jurásicos                                                   |
|  |                                                                       |

|  | Dilophosaurus       |
|  |                     |
|  | Terópodos jurásicos |
|  |                     |

|  | Cryolophosaurus                                                       |
|  |                                                                       |
|  | \| \| Dilophosaurus \| \| \| \| \| \| Terópodos jurásicos \| \| \| \| |
|  |                                                                       |
|  | Dilophosaurus                                                         |
|  |                                                                       |
|  | Terópodos jurásicos                                                   |
|  |                                                                       |

|  | Dilophosaurus       |
|  |                     |
|  | Terópodos jurásicos |
|  |                     |

|  | "Megapnosaurus" |
|  |                 |
|  | Coelophysis     |
|  |                 |

|  | Cryolophosaurus                                                       |
|  |                                                                       |
|  | \| \| Dilophosaurus \| \| \| \| \| \| Terópodos jurásicos \| \| \| \| |
|  |                                                                       |
|  | Dilophosaurus                                                         |
|  |                                                                       |
|  | Terópodos jurásicos                                                   |
|  |                                                                       |

|  | Dilophosaurus       |
|  |                     |
|  | Terópodos jurásicos |
|  |                     |

|  | Cryolophosaurus                                                       |
|  |                                                                       |
|  | \| \| Dilophosaurus \| \| \| \| \| \| Terópodos jurásicos \| \| \| \| |
|  |                                                                       |
|  | Dilophosaurus                                                         |
|  |                                                                       |
|  | Terópodos jurásicos                                                   |
|  |                                                                       |

|  | Dilophosaurus       |
|  |                     |
|  | Terópodos jurásicos |
|  |                     |

|  | Cryolophosaurus                                                       |
|  |                                                                       |
|  | \| \| Dilophosaurus \| \| \| \| \| \| Terópodos jurásicos \| \| \| \| |
|  |                                                                       |
|  | Dilophosaurus                                                         |
|  |                                                                       |
|  | Terópodos jurásicos                                                   |
|  |                                                                       |

|  | Dilophosaurus       |
|  |                     |
|  | Terópodos jurásicos |
|  |                     |

|  | Cryolophosaurus                                                       |
|  |                                                                       |
|  | \| \| Dilophosaurus \| \| \| \| \| \| Terópodos jurásicos \| \| \| \| |
|  |                                                                       |
|  | Dilophosaurus                                                         |
|  |                                                                       |
|  | Terópodos jurásicos                                                   |
|  |                                                                       |

|  | Dilophosaurus       |
|  |                     |
|  | Terópodos jurásicos |
|  |                     |

|  | "Megapnosaurus" |
|  |                 |
|  | Coelophysis     |
|  |                 |

|  | Cryolophosaurus                                                       |
|  |                                                                       |
|  | \| \| Dilophosaurus \| \| \| \| \| \| Terópodos jurásicos \| \| \| \| |
|  |                                                                       |
|  | Dilophosaurus                                                         |
|  |                                                                       |
|  | Terópodos jurásicos                                                   |
|  |                                                                       |

|  | Dilophosaurus       |
|  |                     |
|  | Terópodos jurásicos |
|  |                     |

|  | Cryolophosaurus                                                       |
|  |                                                                       |
|  | \| \| Dilophosaurus \| \| \| \| \| \| Terópodos jurásicos \| \| \| \| |
|  |                                                                       |
|  | Dilophosaurus                                                         |
|  |                                                                       |
|  | Terópodos jurásicos                                                   |
|  |                                                                       |

|  | Dilophosaurus       |
|  |                     |
|  | Terópodos jurásicos |
|  |                     |

|  | Cryolophosaurus                                                       |
|  |                                                                       |
|  | \| \| Dilophosaurus \| \| \| \| \| \| Terópodos jurásicos \| \| \| \| |
|  |                                                                       |
|  | Dilophosaurus                                                         |
|  |                                                                       |
|  | Terópodos jurásicos                                                   |
|  |                                                                       |

|  | Dilophosaurus       |
|  |                     |
|  | Terópodos jurásicos |
|  |                     |

|  | Cryolophosaurus                                                       |
|  |                                                                       |
|  | \| \| Dilophosaurus \| \| \| \| \| \| Terópodos jurásicos \| \| \| \| |
|  |                                                                       |
|  | Dilophosaurus                                                         |
|  |                                                                       |
|  | Terópodos jurásicos                                                   |
|  |                                                                       |

|  | Dilophosaurus       |
|  |                     |
|  | Terópodos jurásicos |
|  |                     |

|  | "Megapnosaurus" |
|  |                 |
|  | Coelophysis     |
|  |                 |

|  | Cryolophosaurus                                                       |
|  |                                                                       |
|  | \| \| Dilophosaurus \| \| \| \| \| \| Terópodos jurásicos \| \| \| \| |
|  |                                                                       |
|  | Dilophosaurus                                                         |
|  |                                                                       |
|  | Terópodos jurásicos                                                   |
|  |                                                                       |

|  | Dilophosaurus       |
|  |                     |
|  | Terópodos jurásicos |
|  |                     |

|  | Cryolophosaurus                                                       |
|  |                                                                       |
|  | \| \| Dilophosaurus \| \| \| \| \| \| Terópodos jurásicos \| \| \| \| |
|  |                                                                       |
|  | Dilophosaurus                                                         |
|  |                                                                       |
|  | Terópodos jurásicos                                                   |
|  |                                                                       |

|  | Dilophosaurus       |
|  |                     |
|  | Terópodos jurásicos |
|  |                     |

|  | Cryolophosaurus                                                       |
|  |                                                                       |
|  | \| \| Dilophosaurus \| \| \| \| \| \| Terópodos jurásicos \| \| \| \| |
|  |                                                                       |
|  | Dilophosaurus                                                         |
|  |                                                                       |
|  | Terópodos jurásicos                                                   |
|  |                                                                       |

|  | Dilophosaurus       |
|  |                     |
|  | Terópodos jurásicos |
|  |                     |

|  | Cryolophosaurus                                                       |
|  |                                                                       |
|  | \| \| Dilophosaurus \| \| \| \| \| \| Terópodos jurásicos \| \| \| \| |
|  |                                                                       |
|  | Dilophosaurus                                                         |
|  |                                                                       |
|  | Terópodos jurásicos                                                   |
|  |                                                                       |

|  | Dilophosaurus       |
|  |                     |
|  | Terópodos jurásicos |
|  |                     |

|  | "Megapnosaurus" |
|  |                 |
|  | Coelophysis     |
|  |                 |

|  | Cryolophosaurus                                                       |
|  |                                                                       |
|  | \| \| Dilophosaurus \| \| \| \| \| \| Terópodos jurásicos \| \| \| \| |
|  |                                                                       |
|  | Dilophosaurus                                                         |
|  |                                                                       |
|  | Terópodos jurásicos                                                   |
|  |                                                                       |

|  | Dilophosaurus       |
|  |                     |
|  | Terópodos jurásicos |
|  |                     |

|  | Cryolophosaurus                                                       |
|  |                                                                       |
|  | \| \| Dilophosaurus \| \| \| \| \| \| Terópodos jurásicos \| \| \| \| |
|  |                                                                       |
|  | Dilophosaurus                                                         |
|  |                                                                       |
|  | Terópodos jurásicos                                                   |
|  |                                                                       |

|  | Dilophosaurus       |
|  |                     |
|  | Terópodos jurásicos |
|  |                     |

|  | Cryolophosaurus                                                       |
|  |                                                                       |
|  | \| \| Dilophosaurus \| \| \| \| \| \| Terópodos jurásicos \| \| \| \| |
|  |                                                                       |
|  | Dilophosaurus                                                         |
|  |                                                                       |
|  | Terópodos jurásicos                                                   |
|  |                                                                       |

|  | Dilophosaurus       |
|  |                     |
|  | Terópodos jurásicos |
|  |                     |

|  | Cryolophosaurus                                                       |
|  |                                                                       |
|  | \| \| Dilophosaurus \| \| \| \| \| \| Terópodos jurásicos \| \| \| \| |
|  |                                                                       |
|  | Dilophosaurus                                                         |
|  |                                                                       |
|  | Terópodos jurásicos                                                   |
|  |                                                                       |

|  | Dilophosaurus       |
|  |                     |
|  | Terópodos jurásicos |
|  |                     |

|  | "Megapnosaurus" |
|  |                 |
|  | Coelophysis     |
|  |                 |

|  | Cryolophosaurus                                                       |
|  |                                                                       |
|  | \| \| Dilophosaurus \| \| \| \| \| \| Terópodos jurásicos \| \| \| \| |
|  |                                                                       |
|  | Dilophosaurus                                                         |
|  |                                                                       |
|  | Terópodos jurásicos                                                   |
|  |                                                                       |

|  | Dilophosaurus       |
|  |                     |
|  | Terópodos jurásicos |
|  |                     |

|  | Cryolophosaurus                                                       |
|  |                                                                       |
|  | \| \| Dilophosaurus \| \| \| \| \| \| Terópodos jurásicos \| \| \| \| |
|  |                                                                       |
|  | Dilophosaurus                                                         |
|  |                                                                       |
|  | Terópodos jurásicos                                                   |
|  |                                                                       |

|  | Dilophosaurus       |
|  |                     |
|  | Terópodos jurásicos |
|  |                     |

|  | Cryolophosaurus                                                       |
|  |                                                                       |
|  | \| \| Dilophosaurus \| \| \| \| \| \| Terópodos jurásicos \| \| \| \| |
|  |                                                                       |
|  | Dilophosaurus                                                         |
|  |                                                                       |
|  | Terópodos jurásicos                                                   |
|  |                                                                       |

|  | Dilophosaurus       |
|  |                     |
|  | Terópodos jurásicos |
|  |                     |

|  | Cryolophosaurus                                                       |
|  |                                                                       |
|  | \| \| Dilophosaurus \| \| \| \| \| \| Terópodos jurásicos \| \| \| \| |
|  |                                                                       |
|  | Dilophosaurus                                                         |
|  |                                                                       |
|  | Terópodos jurásicos                                                   |
|  |                                                                       |

|  | Dilophosaurus       |
|  |                     |
|  | Terópodos jurásicos |
|  |                     |

|  | "Megapnosaurus" |
|  |                 |
|  | Coelophysis     |
|  |                 |

|  | Cryolophosaurus                                                       |
|  |                                                                       |
|  | \| \| Dilophosaurus \| \| \| \| \| \| Terópodos jurásicos \| \| \| \| |
|  |                                                                       |
|  | Dilophosaurus                                                         |
|  |                                                                       |
|  | Terópodos jurásicos                                                   |
|  |                                                                       |

|  | Dilophosaurus       |
|  |                     |
|  | Terópodos jurásicos |
|  |                     |

|  | Cryolophosaurus                                                       |
|  |                                                                       |
|  | \| \| Dilophosaurus \| \| \| \| \| \| Terópodos jurásicos \| \| \| \| |
|  |                                                                       |
|  | Dilophosaurus                                                         |
|  |                                                                       |
|  | Terópodos jurásicos                                                   |
|  |                                                                       |

|  | Dilophosaurus       |
|  |                     |
|  | Terópodos jurásicos |
|  |                     |

|  | Cryolophosaurus                                                       |
|  |                                                                       |
|  | \| \| Dilophosaurus \| \| \| \| \| \| Terópodos jurásicos \| \| \| \| |
|  |                                                                       |
|  | Dilophosaurus                                                         |
|  |                                                                       |
|  | Terópodos jurásicos                                                   |
|  |                                                                       |

|  | Dilophosaurus       |
|  |                     |
|  | Terópodos jurásicos |
|  |                     |

|  | Cryolophosaurus                                                       |
|  |                                                                       |
|  | \| \| Dilophosaurus \| \| \| \| \| \| Terópodos jurásicos \| \| \| \| |
|  |                                                                       |
|  | Dilophosaurus                                                         |
|  |                                                                       |
|  | Terópodos jurásicos                                                   |
|  |                                                                       |

|  | Dilophosaurus       |
|  |                     |
|  | Terópodos jurásicos |
|  |                     |

|  | "Megapnosaurus" |
|  |                 |
|  | Coelophysis     |
|  |                 |

|  | Cryolophosaurus                                                       |
|  |                                                                       |
|  | \| \| Dilophosaurus \| \| \| \| \| \| Terópodos jurásicos \| \| \| \| |
|  |                                                                       |
|  | Dilophosaurus                                                         |
|  |                                                                       |
|  | Terópodos jurásicos                                                   |
|  |                                                                       |

|  | Dilophosaurus       |
|  |                     |
|  | Terópodos jurásicos |
|  |                     |

|  | Cryolophosaurus                                                       |
|  |                                                                       |
|  | \| \| Dilophosaurus \| \| \| \| \| \| Terópodos jurásicos \| \| \| \| |
|  |                                                                       |
|  | Dilophosaurus                                                         |
|  |                                                                       |
|  | Terópodos jurásicos                                                   |
|  |                                                                       |

|  | Dilophosaurus       |
|  |                     |
|  | Terópodos jurásicos |
|  |                     |

|  | Cryolophosaurus                                                       |
|  |                                                                       |
|  | \| \| Dilophosaurus \| \| \| \| \| \| Terópodos jurásicos \| \| \| \| |
|  |                                                                       |
|  | Dilophosaurus                                                         |
|  |                                                                       |
|  | Terópodos jurásicos                                                   |
|  |                                                                       |

|  | Dilophosaurus       |
|  |                     |
|  | Terópodos jurásicos |
|  |                     |

|  | Cryolophosaurus                                                       |
|  |                                                                       |
|  | \| \| Dilophosaurus \| \| \| \| \| \| Terópodos jurásicos \| \| \| \| |
|  |                                                                       |
|  | Dilophosaurus                                                         |
|  |                                                                       |
|  | Terópodos jurásicos                                                   |
|  |                                                                       |

|  | Dilophosaurus       |
|  |                     |
|  | Terópodos jurásicos |
|  |                     |

## Paleobiología

### Alimentación
Los dientes de Coelophysis eran típicos de los dinosaurios depredadores, con forma de cuchilla, recurvados, afilados y dentados con finas estrías en los bordes anterior y posterior . Su dentición muestra que era carnívora, probablemente se aprovechó de los pequeños animales parecidos a lagartos que se descubrieron con ellos. También puede haber cazado en manadas para atacar presas más grandes. C. bauri tiene aproximadamente 26 dientes en el hueso maxilar de la mandíbula superior y 27 dientes en el hueso dentario de la mandíbula inferior. Carpenter en 2002 examinó la biomecánica de extremidades anteriores de los terópodos e intentó evaluar su utilidad en la depredación. Concluyó que la extremidad anterior de Coelophysis era flexible y tenía un buen rango de movimiento, pero su estructura ósea sugería que era comparativamente débil. Las extremidades anteriores y los dientes pequeños "débiles" de este género sugirieron que Coelophysis se aprovechó de animales que eran sustancialmente más pequeños que él. Rinehart et al. estuvo de acuerdo en que Coelophysis era un "cazador de presas pequeñas y de rápido movimientos". Carpenter también identificó tres modelos distintos de uso de extremidades anteriores de terópodos y notó que Coelophysis era una "combinación atrapar-aferrar" en comparación con otros dinosaurios que eran "aferrar" o "largos brazos para atrapar".

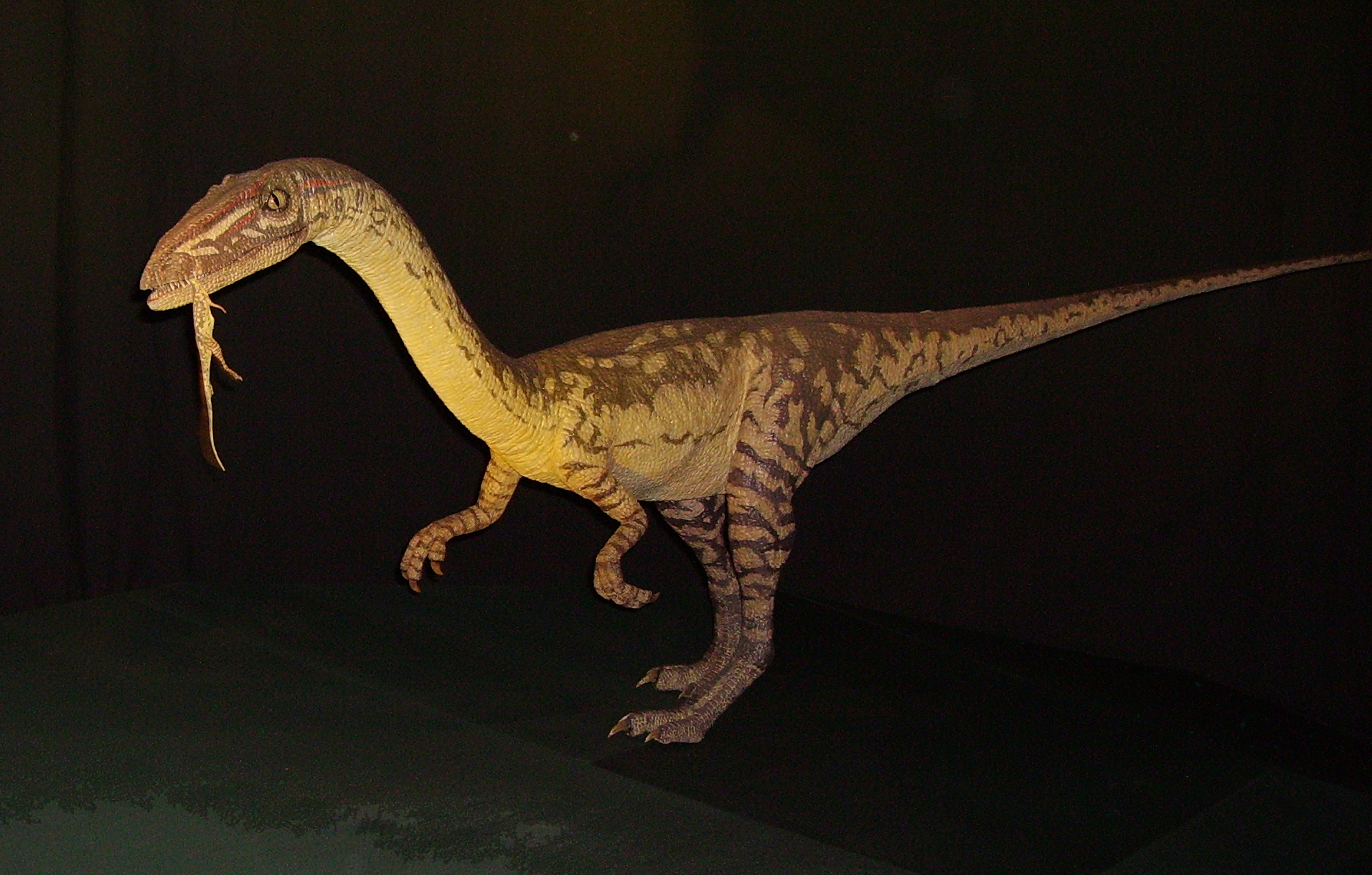
Celofísis modelo animatrónico en el Museo de Historia Natural de Londres, que muestra la suposición, hoy en día considerada como errónea, que Coelophysis era caníbal.

Se ha sugerido que C. bauri era una especie caníbal, con base en supuestos especímenes juveniles encontrados "dentro" de las cavidades abdominales de algunos especímenes de Ghost Ranch. Sin embargo, Robert J. Gay mostró en 2002 que estos especímenes fueron malinterpretados. Varios especímenes de "Coelophysis juveniles" eran en realidad pequeños reptiles crurotarsanos como Hesperosuchus. La posición de Gay fue apoyada en un estudio de 2006 por Nesbitt et al.. En 2009, nuevas pruebas de canibalismo salieron a la luz cuando la preparación adicional de la matriz previamente excavada reveló material de regurgitación en y alrededor de la boca del espécimen NMMNH P-44551. Este material incluía fragmentos de dientes y huesos de mandíbula que Rinehart et al. consideraron "morfológicamente idéntico" a un Coelophysis juvenil.
En 2010, Gay examinó los huesos de los juveniles encontrados dentro de la cavidad torácica de AMNH 7224, y calculó que el volumen total de estos huesos era 17 veces mayor que el volumen estomacal máximo estimado del espécimen de Coelophysis. Gay observó que el volumen total sería aún mayor si se considera que habría carne en estos huesos. Este análisis también notó la ausencia de marcas dentales en los huesos como se esperaría en el desgrasado y la ausencia de picaduras esperadas por los ácidos estomacales. Finalmente Gay demostró que los supuestos huesos juveniles canibalizados, se depositaron estratigráficamente debajo del animal más grande que supuestamente los canibalizó. Tomados en conjunto, estos datos sugieren que el Coelophysisel espécimen AMNH 7224 no era un caníbal y que los huesos de los especímenes juveniles y adultos se encontraron en su posición final como resultado de la "superposición coincidente de individuos de diferentes tamaños".

### Comportamiento de Manada
El descubrimiento de más de 1000 especímenes de Coelophysis en la cantera Whitaker en Ghost Ranch, ha sugerido un comportamiento gregario para investigadores como Schwartz y Gillette. Hay una tendencia a ver esta gran congregación de animales como prueba de grandes manadas de Coelophysis vagando por la tierra. No existen pruebas directas de manadas, los depósitos solo indican que grandes cantidades de Coelophysis, junto con otros animales triásicos, fueron enterrados juntos. Algunas de las pruebas de la tafonomía del sitio indican que estos animales pueden haberse reunido para alimentarse o beber de un pozo de agua agotado o para alimentarse de una migración de  desove de peces, y luego los enterró en una inundación catastrófica o una sequía.
Con 30 especímenes de C. rhodesiensis encontrados juntos en Zimbabue algunos paleontólogos han sugerido que Coelophysis era de hecho gregario. Una vez más, no hay pruebas de comportamiento en manada, en este caso y también se ha sugerido que estos animales también fueron víctimas de inundaciones repentinas, ya que parece haber sido un hecho común durante este período ese lugar.

### Desarrollo y dimorfismo sexual
Rinehart en 2009 evaluó el crecimiento ontogénico de este género utilizando datos recopilados de la longitud de su hueso de la parte superior de la pierna, el fémur, y concluyó que los juveniles de Coelophysis crecieron rápidamente, especialmente durante el primer año de vida. Coelophysis probablemente alcanzó la madurez sexual entre el segundo y tercer año de vida y alcanzó su tamaño completo, justo por encima de 3 metros de largo, en su octavo año. Este estudio identificó cuatro etapas de crecimiento distintas: 1 año, 2 años, 4 años y +7 años. También se pensó que, tan pronto como nacieran, podrían valerse por sí mismos.
Se han identificado dos "morfotipos" de Coelophysis, una forma más grácil , como en el espécimen AMNH 7223, y una forma ligeramente más robusta, como en los especímenes AMNH 7224 y NMMNH P-42200. Las proporciones esqueléticas fueron diferentes entre estas dos formas. La forma grácil tiene un cráneo más largo, un cuello más largo, extremidades anteriores más cortas, y tiene espinas neurales sacras que están fusionadas. La forma robusta tiene un cráneo más corto, un cuello más corto, extremidades anteriores más largas y espinas neurales sacras sin fusionar. Históricamente, se ha argumentado que esto representa algún tipo de dimorfismo en la población de Coelophysis , probablemente dimorfismo sexual . Raath estuvo de acuerdo en que el dimorfismo en Coelophysis queda patente por el tamaño y la estructura de la extremidad anterior. Rinehart et al. estudió 15 individuos, y estuvo de acuerdo en que dos morfotipos estaban presentes, incluso en especímenes juveniles, y sugirió que el dimorfismo sexual estaba presente temprano en la vida, antes de la madurez sexual. Rinehart concluyó que la forma grácil era femenina y la forma robusta era masculina con base en las diferencias en las vértebras sacras de la forma grácil, lo que permitió una mayor flexibilidad para la puesta de huevos. Se proporcionó más apoyo para esta posición mediante un análisis que muestra que cada morfotipo comprendía el 50% de la población, como se esperaría en una proporción de sexo de 50/50.
Sin embargo, investigaciones más recientes han encontrado que C. bauri y C. rhodesiensis tuvieron un crecimiento altamente variable entre individuos, con algunos especímenes siendo más grandes en su fase inmadura que los adultos más pequeños cuando estaban completamente maduros. Esto indica que la supuesta presencia de morfotipos distintos es simplemente el resultado de la variación individual. Este crecimiento altamente variable probablemente fue ancestral para los dinosaurios, pero más tarde se perdió, y puede haber dado a los primeros dinosaurios una ventaja evolutiva en la supervivencia de los duros desafíos ambientales.

### Reproducción
Mediante la compilación y el análisis de una base de datos de casi tres docenas de aves y reptiles, y la comparación con los datos existentes sobre la anatomía de Coelophysis Rinehart et al. en 2009 sacó las siguientes conclusiones. Se estimó que el huevo promedio de Coelophysis tenía 31-33.5 milímetros en su diámetro menor, y que cada hembra colocaría entre 24-26 huevos en cada nidada. Los restos fósiles sugieren que era necesario cierto cuidado parental para nutrir a las crías relativamente pequeñas durante el primer año de vida, en la que alcanzaban 1,5 metros de longitud al final de su primera etapa de crecimiento. C. bauri invertía tanta energía en la reproducción como otros reptiles extintos de su tamaño aproximado.

### Paleopatología
En un estudio realizado en 2001 por Bruce Rothschild y otros paleontólogos, se examinaron 14 huesos de los pies referidos a Coelophysis en busca de signos de fractura por estrés, pero no se encontraron ninguna. En C. rhodesiensis, se han observado fracturas cicatrizadas de tibia y metatarso , pero son muy raras. Los apoyos de soporte de la segunda costilla "sacra" en un espécimen de Syntarsus rhodesiensis mostraron signos de asimetría fluctuante. La asimetría fluctuante resulta de las alteraciones del desarrollo y es más común en las poblaciones bajo estrés y, por lo tanto, puede ser informativa sobre la calidad de las condiciones en las que vivía un dinosaurio.

## Paleoecología

### Distribución
Se han recuperado muestras de Coelophysis en la cantera Ghost Ranch, Whitaker, en la Formación Chinle en Nuevo México, y el Miembro del Bosque Petrificado de la Formación Chinle en Arizona y Nuevo México. En Ghost Ranch, se descubrió Coelophysis en los sedimentos depositados durante la etapa noriense del Triásico superior, que se han fechado en aproximadamente 203 millones de años. En el Miembro del Bosque Petrificado de la Formación Chinle, este género fue descubierto en estratos que provienen también de la etapa noriense.
C. rhodesiensis ha sido recuperado en la Formación Elliott Superior en la provincia del Cabo y del Estado Libre de Sudáfrica, así como en la cantera de huesos del río Chitake en la Formación Forest Sandstone en Zimbabue.
Coelophysis kayentakatae se conoce de la formación Kayenta, Rock Head, Willow Springs, Arizona, Estados Unidos. Se ha conjeturado que dicha formación fue depositado durante las etapas del Sinemuriano al Pliensbachiano del período Jurásico inferior, es decir entre hace 196 a 183 millones de años, aproximadamente.
El fósil de C. holyokensis , consiste en una roca dividida encontrada por Talbot y su hermana Elly en un montículo cerca de la universidad. El montículo consiste en material depositado por hielo y que tiene su origen probable en la Formación Portland en Massachusetts. Originalmente se creía que Podokesaurus vivió durante el Período Triásico Tardío, lo cual fue desmentido posteriormente. Podokesaurus fue descubierto en los sedimentos depositados durante desde el Pliensbachiano al Toarciano en el Período Jurásico temprano, hace aproximadamente 190 y 174 millones de años atrás.

### Fauna y hábitat
Ghost Ranch estaba ubicado cerca del ecuador hace 200 millones de años, y tenía un clima cálido de clima monzonico con fuertes precipitaciones estacionales. la Cantera Hayden, un nuevo sitio de excavación en Ghost Ranch, Nuevo México, ha producido una colección diversa de material fósil que incluye la primera prueba de dinosaurios y dinosauromorfos menos avanzados del mismo período de tiempo. El descubrimiento indica que los dos grupos vivieron juntos durante el período triásico temprano hace 235 millones de años.
Therrien y Fastovsky en 2001 examinaron el paleoambiente de Coelophysis y otros terópodos tempranos del parque nacional del Bosque Petrificado en Arizona, y determinaron que este género vivió durante el Triásico Tardío en un ambiente que consistía en llanuras aluviales marcadas por distintas estaciones secas y húmedas. Hubo una gran competencia durante los tiempos más secos, cuando los animales luchaban por el agua en los lechos de los ríos que se secaban. Los arcosaurios contemporáneos de Coelophysis en la Formación Chinle fueron el crurotarsiano Revueltosaurus; the fitosaurio Leptosuchus, Paleorhinus, Machaeroprosopus, Redondasaurus y posiblemente Rutiodon; varios aetosauridos, incluyendo a Acaenasuchus, Desmatosuchus, Paratypothorax, Stagonolepis, y Typothorax; los cocodrilomorfo Hesperosuchus, y Parrishia; los rauisuquios Shuvosaurus, Effigia, Poposaurus, Postosuchus, y posiblemente Saurosuchus; el silesáurido Eucoelophysis; y los dinosaurios Chindesaurus, Camposaurus, Daemonosaurus, y Gojirasaurus. Coelophysistambién vivió con el arcosaurimorfos Crosbysaurus, Tanytrachelos, Tecovasaurus, Trilophosaurus, y Vancleavea; entre otros amniotas Acallosuchus, Colognathus, Kraterokheirodon, Placerias, y Uatchitodon; los anfibiosApachesaurus, yKoskinonodon; los peces Acrodus, Lonchidion, Phoebodus, Reticulodus, Xenacanthus, Chinlea, Arganodus, Australosomus, Lasalichthyes, y Turseodus.
Se cree que la formación Elliot superior fue una antigua llanura de inundación. Los fósiles del dinosaurio prosaurópodo Massospondylus e Ignavusaurus han sido recuperados la misma formación, que cuenta con la fauna más diversa del mundo de los primeros dinosaurios ornitisquios del Jurásico, incluyendo Abrictosaurus, Fabrosaurus, Heterodontosaurus y Lesothosaurus, entre otros. La Formación Forest Sandstone fue un paleoambiente con los cocodrilos protosúquidos, los esfenodontes, el dinosaurio Massospondylus y los restos indeterminados de un prosaurópodo. Paul en 1988 notó que C. rhodesiensis vivió entre las dunas y oasis del desierto y cazó prosaurópodos juveniles y adultos.
En la formación Kayenta los vertebrados son conocidos tanto de fósiles de partes corporales como de icnitas. Entre los vertebrados conocidos se incluyen tiburones hibodóntidos, peces óseos indeterminados, peces pulmonados, salamandras, la rana Prosalirus, la cecilia Eocaecilia, la tortuga Kayentachelys, un reptil esfenodonte, lagartos, varios crocodilomorfos primitivos incluyendo a Calsoyasuchus, Eopneumatosuchus, Kayentasuchus y Protosuchus), el pterosaurio Rhamphinion, varios terópodos como Dilophosaurus, Kayentavenator y el llamado "terópodo Shake N Bake", el sauropodomorfo Sarahsaurus, un heterodontosáurido, los dinosaurios acorazados Scelidosaurus y Scutellosaurus, los sinápsidos tritilodóntidos Dinnebiton, Kayentatherium y Oligokyphus, morganucodóntidos, el posible mamífero verdadero Dinnetherium, y un mamífero harámido. La mayoría de estos hallazgos provienen de las vecindades de Gold Spring, Arizona. Los otros fósiles de vertebrados se componen de coprolitos y las huellas de terápsidos, de animales similares a lagartos, y de varios tipos de dinosaurios.

### Tafónomia
La multitud de especímenes depositados tan cerca en Ghost Ranch fue probablemente el resultado de una inundación repentina, que arrastró una gran cantidad de Coelophysis y los enterró rápidamente y al mismo tiempo. De hecho, parece que tales inundaciones fueron comunes durante este período de la historia de la Tierra y, de hecho, el Bosque Petrificado de las cercanías de Arizona es el resultado de un atasco de troncos de troncos de árboles preservados que se vieron atrapados en una de esas inundaciones. La cantera de Whitaker en Ghost Ranch se considera un sitio monotaxonomico porque presenta múltiples individuos de un solo taxón. La calidad de conservación y el rango ontogénico, edades, de los especímenes ayudaron a hacer Coelophysis uno de los géneros más conocidos. En 2009, Rinehart et al. observó que en un caso los especímenes de Coelophysis fueron "arrastrados a un nivel topográfico bajo que contenía un pequeño estanque, donde probablemente se ahogaron y fueron sepultados por un fenómeno de inundación de un río cercano". Los 30 especímenes de C. rhodesiensis encontrados juntos en Zimbabue también fueron probablemente el resultado de una inundación repentina, que barrió una gran cantidad de Coelophysis y los enterró rápidamente y simultáneamente también.
La Formación Kayenta, en el noreste de Arizona. La Formación Kayenta es parte del grupo Grupo Glen Canyon que incluye formaciones no solo del norte de Arizona sino también del sureste de Utah, el oeste de Colorado y el noroeste de Nuevo México. Esta se compone mayormente de dos facies, una dominada por deposiciones de limosas y otra dominada por areniscas. La facies de limolita se encuentra en la mayor parte de Arizona, mientras que la facies de arenisca se presenta en áras de Arizona, Utah, Colorado y Nuevo México. La formación fue depositada principalmente por ríos, siendo la facies de limolita la parte más lenta del sistema fluvial. La deposición de la Formación Kayenta fue finalizada por el campo invasor de dunas que se volvería la Arenisca Navajo.

### Icnología
Edwin H. Colbert ha sugerido que las huellas de terópodos referidas al icnogenero Grallator, ubicado en el valle del Río Connecticut a través de Connecticut y Massachusetts, pueden haber sido hechas por Coelophysis. Las huellas son del Triásico Tardío al Jurásico Temprano en el supergrupo Newark. Muestran claramente los dígitos II III y IV pero no I o V. Esa condición es extraña para las huellas de su edad. Se suponía que los dígitos eran rechonchos e ineficaces, sin tocar el suelo cuando el dinosaurio estaba caminando o corriendo. David B. Weishampel y L. Young más recientemente concluyeron que eran de un saurisquio primitivo no identificado similar a Coelophysis. También se han encontrado restos esqueléticos similares a Coelophysis en el valle, lo que apoya la idea de que una especie similar a Coelophysis es responsable de las huellas.
Las huellas de dinosaurios que más se atribuyeron a C. rhodesiensis fueron descubiertas en Rhodesia en 1915. Estas huellas fueron descubiertas en la Formación de Areniscas de Nyamandhlovu, en arenisca roja eólica que se depositó en el Triásico Superior hace aproximadamente 235 a 201 millones de años.

## En la cultura popular
Coelophysis fue el segundo dinosaurio en el espacio, siguiendo a Maiasaura , ejemplar STS-51-F. Un cráneo de Coelophysis del Museo Carnegie de Historia Natural estaba a bordo de la misión STS-89 del transbordador espacial STS-89 cuando salió de la atmósfera el 22 de enero de 1998. También fue llevado a la estación espacial Mir antes de ser devuelto a la Tierra.
Como tiene más de 100 años, Coelophysis es uno de los dinosaurios más conocidos de la literatura. Fue designado como el fósil estatal oficial de Nuevo México, y ahora es el logotipo del Museo de Historia Natural de Nuevo México. Coelophysis bauri también se convirtió en un fósil estatal de Nuevo México en 1981.
Coelophysis también apareció en el primer episodio de la serie de la BBC Walking with Dinosaurs , donde, junto con otras especies extintas, se recrearon utilizando animación CGI y animatronics .